# Colonialisme
« Colonial » redirige ici.  Pour le sens relatif au colonialisme français, voir Colonial (France).

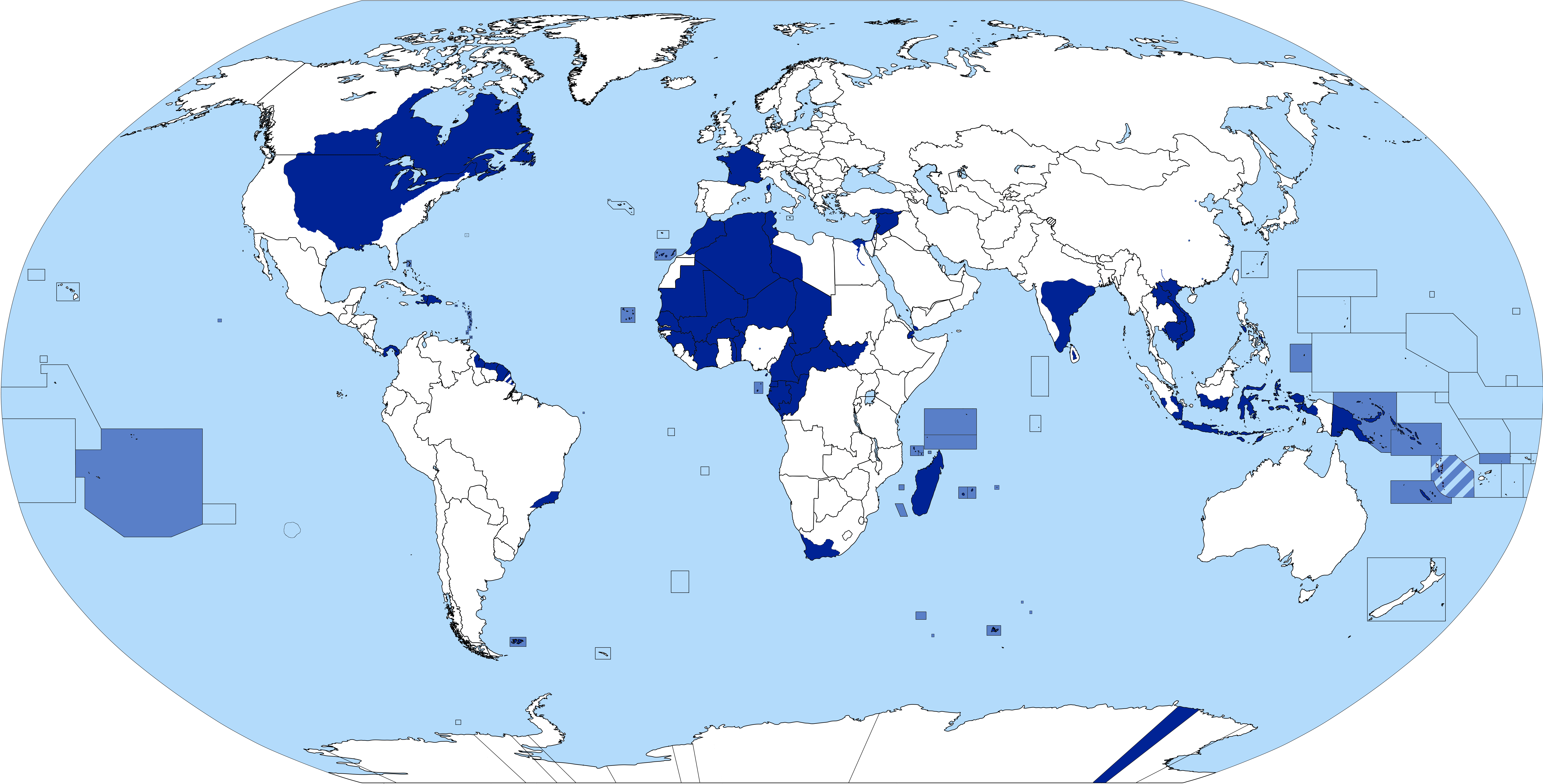
Ensemble des territoires qui ont été colonisés ou placés sous influence française (durant différentes périodes, pas forcément toutes en même temps).

Le colonialisme est une doctrine ou une idéologie justifiant la colonisation entendue comme l'extension de la souveraineté d'un État sur des territoires situés en dehors de ses frontières nationales,. La notion intellectuelle du colonialisme est cependant souvent confondue avec la pratique même de la colonisation étant donné que l'extension de sa souveraineté par un État implique dans les deux cas la domination politique et l'exploitation économique du territoire annexé.
L'idéologie colonialiste a été développée durant la seconde partie du XIXe siècle par le mouvement colonial dans beaucoup d'États européens, se présentant notamment sous l'idée d'une « mission civilisatrice » ou sous celle du White Man's Burden (Le Fardeau de l'homme blanc). Elle était fondée sur la notion d'impérialisme et tentait de donner un fonds de doctrine politique à la nouvelle vague de colonisation. Elle s'est appuyée sur la doctrine juridique élaborée depuis le XVIe siècle qui justifiait l'occupation de territoires sans maître ou non constitués sous forme d'État comme mode légal d'acquisition.
Elle s'est concrétisée par la mise en place d'une administration politique, militaire et économique de ce territoire, dirigée par les représentants du pays colonisateur et imposée à une population locale. Autrefois symbole de la puissance militaire et économique des peuples qui le pratiquaient, le colonialisme a été finalement reconnu depuis la fin de la Seconde Guerre mondiale comme une relation inégalitaire s'opposant au droit des peuples à disposer d'eux-mêmes[réf. nécessaire].
Le colonialisme, au sens actuel du terme a été pratiqué notamment sous la Grèce antique et sous l'Empire romain, puis par les pays européens (à la suite des grandes découvertes), entre le XVIe siècle et la Première Guerre mondiale. Il a également été pratiqué dans les pays d'Asie, notamment au XXe siècle (expansionnisme de l'empire du Japon en Mandchourie).
Le mot même de colonialisme fait son apparition au XIXe siècle au Royaume-Uni et entre dans le dictionnaire français au début du XXe siècle. D'abord assez neutre, l'apparition d'un autre néologisme, « anticolonialisme », contribue à amplifier le débat d'idées autour de ces notions. Après la Seconde Guerre mondiale, il prend une coloration négative alors que la vague d'émancipation des colonies — ou décolonisation — débute en 1947 en Inde et se poursuit principalement tout au long des années 1950 et 1960.
Divers scénarios seront parfois construits par la suite pour pérenniser une certaine tutelle économique des pays colonisateurs[réf. nécessaire]. Le terme de néocolonialisme est alors forgé vers 1960 pour désigner cette nouvelle phase.

## Apparition du terme

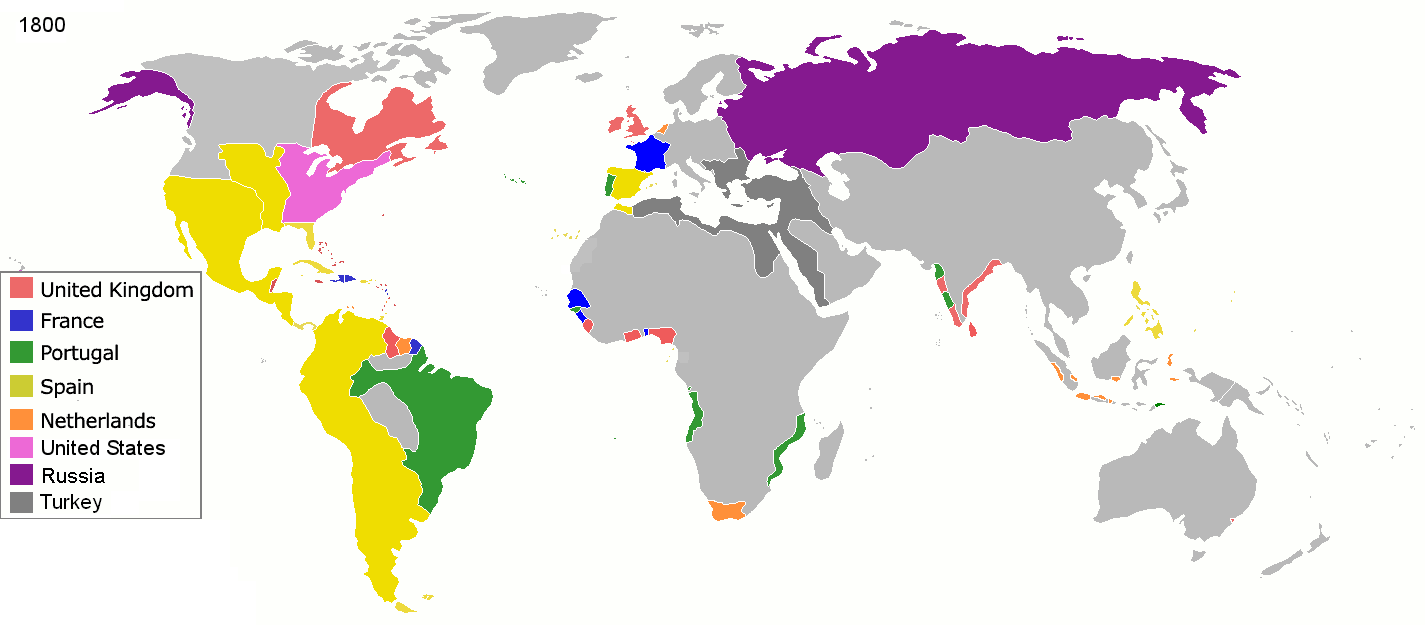
Les empires coloniaux en 1800.

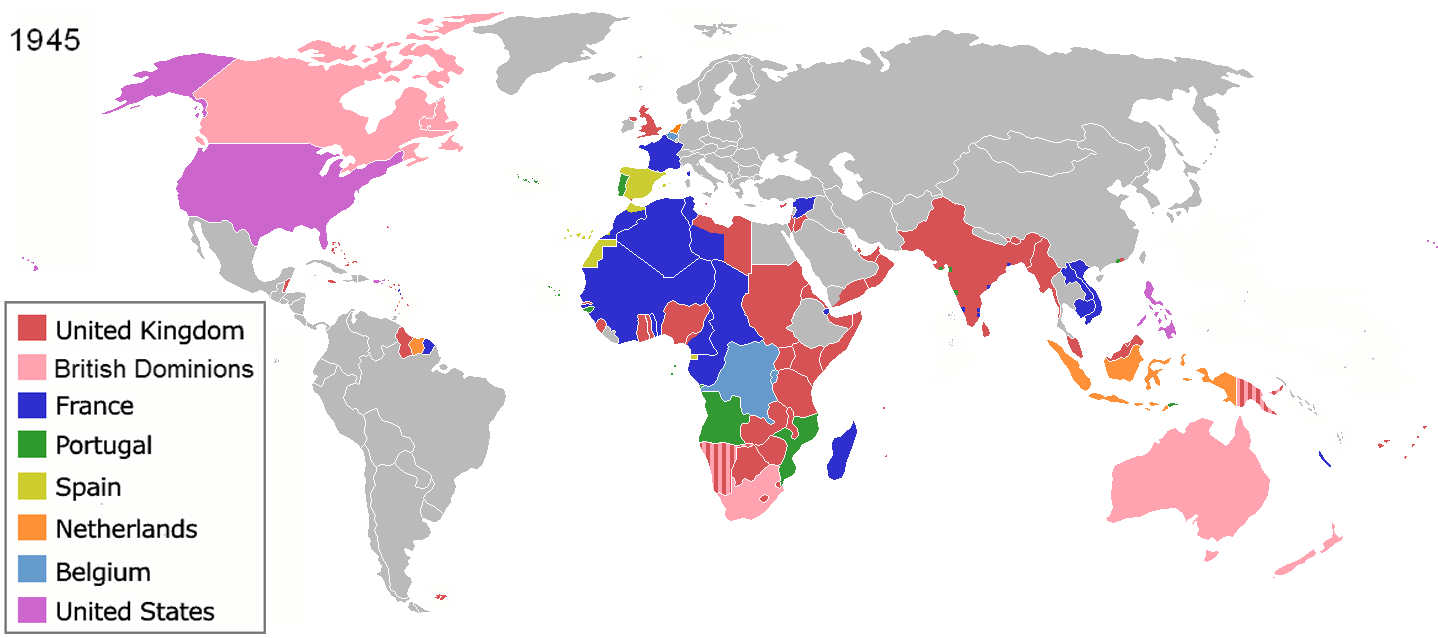
Les empires coloniaux en 1945.

Le terme de colonisation apparaît par exemple en 1836 dans un Essai sur la pacification, la colonisation, la civilisation... de l'Algérie, ... par M. A. Fromental.
Le Dictionnaire historique de la langue française d'Alain Rey note que les mots « colonialisme » et « colonialiste » apparaissent respectivement en 1902 et 1903 (chez Charles Péguy pour ce dernier), ils prennent rapidement de l'ampleur dans le débat d'idées, comme l'atteste l'apparition du terme anticolonialisme en 1903. Ces différents mots nouveaux sont très liés, note Alain Rey, à impérialisme et impérialiste. Le terme de néocolonialisme est forgé aux alentours de 1960.

## Aspects juridiques
Les États ont fréquemment été animés d'une obsession territoriale.
La colonisation de territoires par des États ou des peuples était à l'origine une pratique d'annexion pure et simple faite par des peuples conquérants pour accroître leur espace vital. Le terme de colonisation ne distinguait pas si le fait considéré était celui d'un peuple ou d'un État constitué.
Le droit international public a été profondément marqué par l'expansionnisme des puissances occidentales tel qu'il s'est manifesté à partir de l'époque des grandes découvertes (XVe siècle-XVIe siècle) et lors de la seconde vague d'expansion coloniale (XIXe siècle-XXe siècle). C'est à l'occasion de l'exploration et de l'annexion des terres lointaines par les États européens à partir du XVe siècle qu'a commencé à se poser juridiquement le statut de ces territoires et des personnes qui y vivaient. C'est au XVIe siècle que la colonisation est juridiquement définie comme une « politique d'expansion pratiquée par certains États à l'égard de peuples moins développés obligés d'accepter des liens plus ou moins étroits de dépendance ».
C'est d'abord au statut des personnes vivant sur ces territoires que la doctrine s'intéresse. Le théologien franciscain Francisco de Vitoria (1480-1546) est le premier ainsi à défendre le principe d'une obligation juridique et morale pesant sur le colonisateur européen vis-à-vis des personnes vivant sur les territoires qu'ils annexent.
Le statut des territoires annexés est vite aussi l'objet de débats doctrinaires qui aboutissent d'abord à l'idée générale que l'occupation est un mode légal d'acquisition de territoires sans maître signifiant que le seul fait d'avoir pris possession peut conférer des droits sur le territoire. Cette doctrine favorisant la priorité de la découverte, développée notamment par Grotius et ses successeurs, est ensuite complétée par une jurisprudence internationale, puis plus tard consacrée par le traité de Westphalie sur la définition de l'État et de la souveraineté de celui-ci, concrétisée par son pouvoir absolu sur un territoire. Accessoirement, cette souveraineté s'étend non seulement au territoire, au peuple qui y vit mais aussi à ses zones maritimes. Par conséquent, les territoires non constitués sous forme d'État sont considérés sans maître, libres d'être annexés, et tout territoire dépendant d'un État ne possède aucune personnalité juridique distincte de cet État. En pratique, la notion de territoire sans maître manifestait souvent une négation des droits des populations indigènes comme de l'identité étatique des formes d'organisation sociale rencontrées par les diverses vagues de colonisateurs.
Ainsi, lors de la conférence de Berlin en 1884 sur le partage de l'Afrique entre les grandes puissances européennes, l'acte général du 26 février 1885 fondant le droit positif moderne en la matière définissait l'opposabilité aux autres États de l'occupation de territoires par les notions d'effectivité (installation sur place de l'État disposant d'une autorité suffisante pour assurer l'ordre et la liberté commerciale) et de notification (mesure de publicité adressée aux autres puissances). Sur cette base, en Afrique, les puissances européennes reconnurent l'existence de quatre États indépendants tels que définis, pouvant structurellement échapper à la convoitise des États européens.
Durant le XIXe siècle, les pays européens se lancèrent dans une nouvelle vague de colonisation, poussés par la nécessité d'une expansion économique hors d'Europe et la quête de marchés commerciaux et de matières premières pour une industrie récente et en expansion. Quand le terme de colonialisme apparaît dans le sens de projection de l'État souverain sur un autre territoire, il n'est plus juridiquement qu'une application de toute la doctrine antérieure consacrée sur la définition de l'État (un territoire, un peuple, un gouvernement ayant le pouvoir de contrainte), de la souveraineté de celui-ci et de son territoire. Le terme visait alors à donner des motivations ou des justifications de l'extension territoriale entrepris hors de ses frontières nationales.

## Aspects politiques

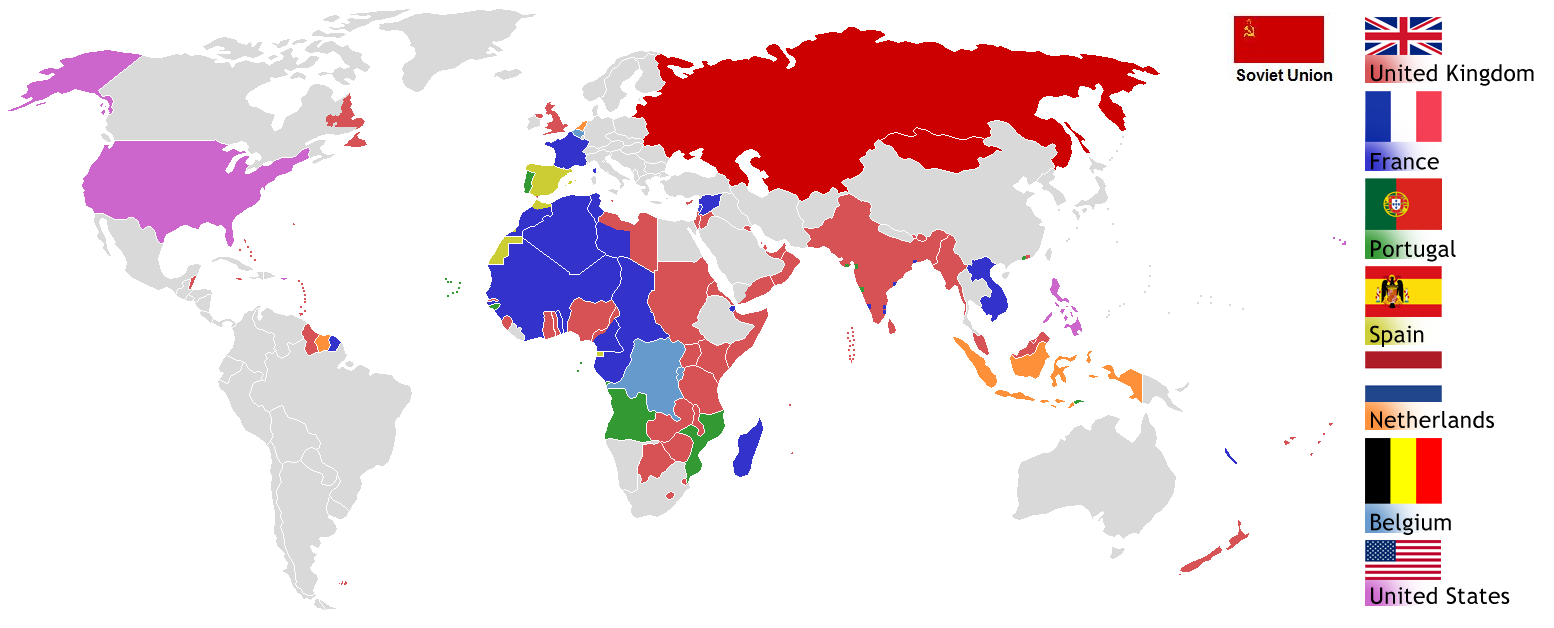
Colonialisme en 1945.

L'idéologie colonialiste qui a abouti au colonialisme a été développée durant la seconde partie du XIXe siècle dans la plupart des États européens. Elle était fondée sur la notion d'impérialisme et tentait de donner un fonds de doctrine politique à la nouvelle vague de colonisation.
Les possessions coloniales que la France détenait au début des années 1870 étaient maigres et dispersées. Elles ne résultaient pas d'une politique globale cohérente d'expansion. Cependant, des écrivains français comme Alexis de Tocqueville commençaient à exposer les perspectives qu'offrait une colonisation cohérente en comparant les ressources de l'Algérie à celles des Indes britanniques. En fait la France tout comme l'Allemagne n'avait pas à ce moment de vocations ni d'idéologie coloniale, la première étant traumatisée par l'amputation de l'Alsace-Lorraine par sa voisine.
À partir de 1870, deux groupes de pression, la marine et les géographes, allaient s'employer à définir une doctrine politique cohérente favorable à la colonisation. Alors que l'école maritime soulignait la vocation ultramarine de la France, les géographes élaboraient la doctrine coloniale propageant l'idée que la France devait participer à la grande aventure d'outre-mer. L'économiste Paul Leroy-Beaulieu (1843-1916) devint à ce moment le grand théoricien du colonialisme français. Sa doctrine défendait une nouvelle approche de la colonisation reposant non seulement sur une émigration des hommes mais aussi sur des apports de capitaux. Palliatif de la perte de l'Alsace-Lorraine, elle exhortait au patriotisme et au nationalisme. Un peuple qui veut conserver sa vitalité doit s'étendre et essaimer. Le Royaume-Uni, les États-Unis, la Russie et même la Chine s'étaient engagées dans cette voie : l'avenir de la France était outre-mer. Le message fut particulièrement bien reçu par les hommes politiques comme Jules Ferry et Léon Gambetta, davantage que par les capitalistes et les libéraux[réf. nécessaire]. C'est ainsi qu'entre 1870 et 1914 essentiellement, la France se constitua un empire colonial gigantesque, le deuxième du monde après celui de la Grande-Bretagne.
En Allemagne, le même débat avait lieu. Les deux pères spirituels du colonialisme allemand sont un avocat Wilhelm Hubbe-Schleiden (1847-1900) et un pasteur, Friedrich Fabri (1824-1891). Ce dernier posait comme principe que le colonialisme est une source de prospérité et permettrait d'écouler l'excédent démographique allemand. Wilhelm Hubbe-Schleiden était lui un impérialiste revendiqué qui évoquait la perspective d'un monde dominé par quelques empires gigantesques. Sa vision du colonialisme était essentiellement politique et nationaliste. À cette époque, l'Allemagne n'était encore qu'un empire continental et Bismarck était peu enclin à favoriser une expansion outre-mer. Le mouvement colonial allemand allait rapidement s'étendre sur la base des idées de Wilhelm Hubbe-Schleiden, sa doctrine étant développée par des universitaires tels que Sybel, Schmoller et Heinrich von Treitschke. En 1882, l'association Kolonialverien était fondée pour défendre la vision de l'importance économique de la colonisation et participer à la conversion de Bismark au colonialisme. C'est en effet ce dernier qui allait finalement apporter à l'Allemagne 99 % de ses colonies.
Le plus grand empire colonial n'en reste pas moins celui de la Grande-Bretagne. Au début du XIXe siècle, la suprématie britannique sur le plan colonial, maritime et commercial était déjà totale. Alors que le continent européen se déchirait, la vitalité du Royaume-Uni se manifestait dans la croissance de sa prospérité, le dynamisme de sa population et l'expansion de son économie. Chaque colonie constituait un débouché commercial de la Couronne ou une place forte stratégique lié au commerce maritime. La prospérité britannique et l'organisation de ses colonies étaient devenus un exemple à suivre pour les théoriciens du colonialisme allemand et français, tous admiratifs d'une société britannique stable où l'élite sociale et politique légitimait sa position en admettant progressivement en son sein de nouvelles catégories sociales, et en élargissant la base électorale par le biais d'une extension graduelle du droit de vote. L'expansion coloniale de la Grande-Bretagne n'a pas été cependant une expansion purement politique comme celle de la France ni économique comme celle de l'Allemagne. Elle fut l'expansion d'une société tout entière. C'est pourquoi on parle davantage d'impérialisme que de colonialisme à propos de la Grande-Bretagne. En 1868, Charles Dilke, un homme politique libéral progressiste, se fit l'apôtre d'une nouvelle conception de l'impérialisme qui ne serait plus basé sur le libre-échange et qu'il appela colonialisme, en fait un vibrant éloge de la race anglo-saxonne. Influencé par le darwinisme social, des historiens s'emparèrent du concept et, tel George McCall Theal, avancèrent des définitions personnelles et subjectives, toutes dénuées de fondement juridique, pour en faire un triomphe du progrès sur les races moins avancées. En 1884, John Robert Seeley, professeur d'histoire nouvelle à Cambridge, reprit la notion pour en faire cette fois un plaidoyer en faveur de la consolidation de l'unité de l'Empire colonial britannique, rassemblé sous la couronne du monarque britannique. À ses yeux, cette consolidation était vitale à mesure que les empires s'agrandissent. En 1886, l'historien James Froude (1818-1894) publia Oceana, le premier plaidoyer en faveur de la constitution d'un Commonwealth britannique des nations. Enfin, c'est Rudyard Kipling qui, au travers de ses œuvres, fit le plus grand éloge du colonialisme dans sa version de l'impérialisme britannique.

## Les motivations de la colonisation
Les motivations ici exposées ne sont pas présentes dans toutes les formes de colonialisme, et quand elles le sont, toutes n'ont pas la même importance selon les pays et les époques concernés. De plus, le fait qu'une motivation soit présente dans un projet colonialiste ne signifie pas qu'elle se soit traduite dans la réalité, ni que les opérations menées aient apporté le bénéfice qu'on en attendait : le colonialisme a souvent déçu ses promoteurs, notamment sur le plan économique ou politique.

### Motivations économiques
- S'emparer des richesses d'un pays, et assurer l'approvisionnement en matières premières (ex. : Amérique latine, Afrique, Asie du Sud).
  - « Coloniser, c'est se mettre en rapport avec des pays neufs, pour profiter des ressources de toute nature de ces pays, les mettre en valeur dans l'intérêt national, et en même temps apporter aux peuplades primitives qui en sont privées les avantages de la culture intellectuelle, sociale, scientifique, morale, artistique, littéraire, commerciale et industrielle, apanage des races supérieures ».
  - Alexandre Mérignhac, Précis de législation et d'économie coloniales, 1912[37].
- Garantir des débouchés à l'industrie nationale en cas de surproduction (ex. : Inde).
  - « Les colonies sont, pour les pays riches, un placement de capitaux des plus avantageux. Au temps où nous sommes et dans la crise que traversent toutes les industries européennes, la fondation d’une colonie, c’est la création d’un débouché ».
  - Jules Ferry, Discours devant la Chambre des députés, 29 juillet 1885.
- Forcer l'ouverture commerciale (ex. : Hong Kong et guerres de l'opium).
- Conquérir un espace de peuplement (ex. : Amérique du Nord, Sibérie, Australie, États boers).
  - « Un peuple a besoin de terre pour son activité, de terre pour son alimentation. Aucun peuple n'en a autant besoin que le peuple allemand (…), dont le vieil habitat est devenu dangereusement étroit. Si nous n'acquérons pas bientôt de nouveaux territoires, nous irons inévitablement à une effrayante catastrophe. Que ce soit au Brésil, en Sibérie, en Anatolie ou dans le sud de l'Afrique, peu importe, pourvu que nous puissions à nouveau nous mouvoir en toute liberté et fraîche énergie, pourvu que nous puissions à nouveau offrir à nos enfants de la lumière et de l'air d'excellente qualité et quantité abondante ».
  - Albrecht Wirth, Volkstum und Weltmacht in der Geschichte, 1904.
- Contrôler les routes commerciales (ex. : îles britanniques dans les océans Atlantique ou Indien, Empire portugais).
- Contrôler la traite négrière (ex. : Sao Tomé).

### Motivations stratégiques
- Empêcher l'expansion de puissances concurrentes (ex. : Premier espace colonial français, Conférence de Berlin en 1885, Maroc).
- Acquérir ou améliorer une position stratégique (ex. : Djibouti, Colonie du Cap, Singapour).
- Assurer la sécurité de la navigation maritime en supprimant un foyer de piraterie (Afrique du Nord).

### Motivations idéologiques
- Augmenter la puissance et le prestige de la nation (ex. : empires coloniaux français, italien, allemand, russe, britannique).
  - « Messieurs, dans l’Europe telle qu’elle est faite, dans cette concurrence de tant de rivaux que nous voyons grandir autour de nous, la politique de recueillement ou d’abstention, c’est tout simplement le grand chemin de la décadence ».
  - Jules Ferry, Discours devant la Chambre des députés, 28 juillet 1885.
- Accomplir une « mission civilisatrice », issue de l'humanisme des lumières ou dans un esprit positiviste (ex. : Afrique, Amérique du Nord).
  - « Un pays comme la France, quand il pose le pied sur une terre étrangère et barbare, doit-il se proposer exclusivement pour but l'extension de son commerce et se contenter de ce mobile unique, l'appât du gain ? Cette nation généreuse dont l'opinion régit l'Europe civilisée et dont les idées ont conquis le monde, a reçu de la Providence une plus haute mission, celle de l'émancipation, de l'appel aux Lumières et à la liberté des races et des peuples encore esclaves de l'ignorance et du despotisme ».
  - Francis Garnier, La Cochinchine française en 1864, E. Dentu éd., 1864, p. 44-45.
  - « Il faut dire ouvertement que les races supérieures ont un droit vis-à-vis des races inférieures. Je répète qu’il y a pour les races supérieures un droit parce qu’il y a un devoir pour elles. Elles ont le devoir de civiliser les races inférieures ».
  - Jules Ferry, Discours devant la Chambre des députés, 28 juillet 1885.
  - « Nous admettons qu'il peut y avoir non seulement un droit, mais un devoir de ce qu'on appelle les races supérieures, revendiquant quelquefois pour elles un privilège quelque peu indu, d’attirer à elles les races qui ne sont pas parvenues au même degré de culture et de civilisation ».
  - Léon Blum, Débat sur le budget des Colonies à la Chambre des députés, 9 juillet 1925, J.O., Débats parlementaires, Assemblée, Session Ordinaire (30 juin-12 juillet 1925), p. 848.
- Établir la domination d'une race jugée supérieure sur d'autres jugées inférieures (idéologies raciales du XIXe et du début du XXe siècle).
  - « La question des indigènes doit être résolue uniquement dans le sens de l'évolution naturelle de l'histoire universelle, c'est-à-dire que la moralité supérieure doit avoir le pas sur la civilisation inférieure. L'État moderne, en tant que puissance coloniale, commet vis-à-vis de ses sujets le plus grand des crimes, lorsque se laissant hypnotiser et dominer par de confuses idées humanitaires, il épargne aux dépens de ses propres nationaux des races nègres vouées à disparaître ».
  - Kopsch, Discours au Reichstag. Cité par Histoire 3e, Bordas, 1971, p. 175.
- Répandre une religion (ex. : évangélisation chrétienne en Amérique latine, Afrique subsaharienne).
- Interdire l'esclavage (ex. : Zanzibar).

## Histoire du colonialisme

### Colonialismes antiques et médiévaux

#### L'Empire romain

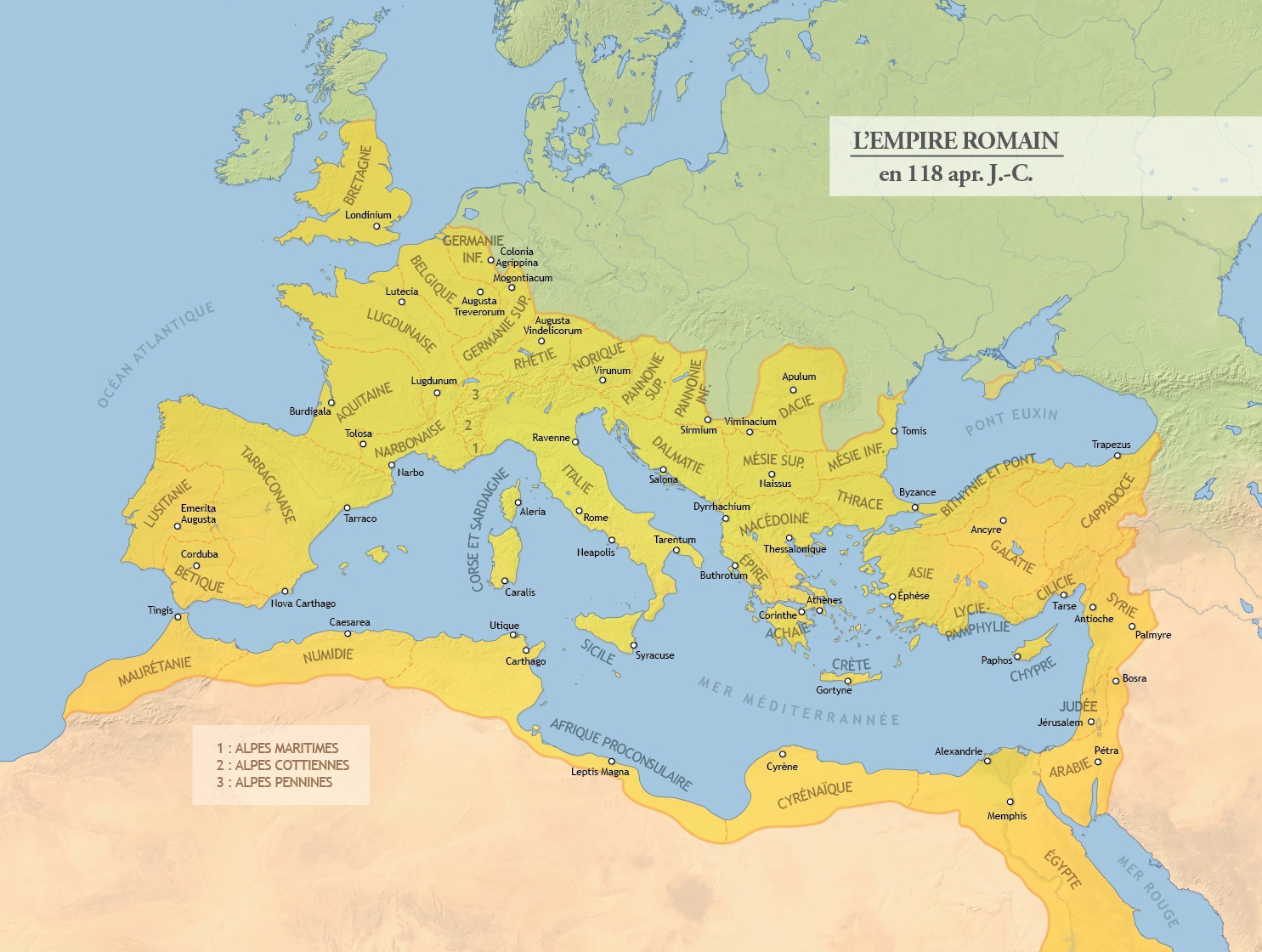
L'Empire romain en 118 après J.-C.

Les colonies romaines étaient des établissements créés par l’État romain et destinés au contrôle d’un territoire récemment conquis, à la différence des colonies puniques, comptoirs commerciaux, ou des colonies grecques, colonies de peuplement. Elles mêlent dans le même cadre urbain, religieux et institutionnel, les citoyens romains et les autochtones vaincus, esclaves, affranchis et pérégrins. D’abord garnisons militaires au IVe siècle av. J.-C., elles deviennent des colonies de peuplement offrant des terres aux prolétaires à partir du IIIe siècle, et aux vétérans démobilisés à partir de Sylla, qui leur offre les terres confisquées aux proscrits.

#### La colonisation arabe

Constitution de l'empire islamique de l'hégire à la fin de la dynastie omeyyade (622-750).

Déclenchée par Mahomet et ses successeurs contre le monde non musulman, sous le nom de « Djihad » (guerre sainte), la conquête arabe s'est développée avec succès contre les territoires chrétiens (Moyen-Orient, Afrique du Nord, Espagne) et païen ou animiste (Afrique noire, Asie centrale et Sud-est asiatique). Les peuples colonisés sont soumis au statut du dhimmi.

#### Les États latins du Levant
Les États latins du Levant sont formés au Proche-Orient, lors des croisades chrétiennes, dont la première, à la suite de l'appel du pape Urbain II, aboutit à la prise de Jérusalem par l'armée de Godefroy de Bouillon en 1099. À leur apogée, ils s'étendent du Sud-Est de la Turquie actuelle à la Palestine, en passant par le littoral syrien et libanais, territoires conquis sur les Turcs seldjoukides ou les Fatimides. Quatre États, reproduisant le système féodal occidental, sont constitués : le Comté d'Édesse (1098-1144), la Principauté d'Antioche (1098-1258), le Comté de Tripoli (1102-1289) et le Royaume de Jérusalem (1099-1291). Les croisés sont essentiellement français, « provençaux », italiens, allemands et anglais. Certains d'entre eux donnent naissance à des ordres de moines-soldats puissants : Templiers, Hospitaliers, Teutoniques.
Les chrétiens qui s'installent alors au Levant restent numériquement très faibles. Ce sont surtout des nobles sans terre acquérant des domaines fonciers, ou des marchands installés dans les villes côtières. Les sociétés chrétiennes et musulmanes parviennent à cohabiter pacifiquement dans ces États, et les échanges commerciaux ou culturels se développent. Toutefois, elles restent distinctement séparées, les métissages demeurant rares, et la pression militaire extérieure est constante. Le chef guerrier kurde Saladin chasse les croisés de Jérusalem une première fois en 1167, et la dernière ville, Acre, est évacuée en 1291. Entretemps, la Quatrième croisade a été détournée en 1204 par les Vénitiens vers Constantinople, capitale de l'Empire byzantin et des chrétiens orthodoxes. Les croisés fondent de nouveaux États en Grèce et en Asie Mineure, ainsi que l'empire latin de Constantinople, qui résiste à la reconquête byzantine jusqu'en 1261.
Les Croisades (ou la Reconquista espagnole, également dirigée contre les musulmans) ont aussi été une source d'inspiration lors des mouvements de colonisation européens ultérieurs, notamment dans le Nouveau Monde.

#### LeDrang nach Osten

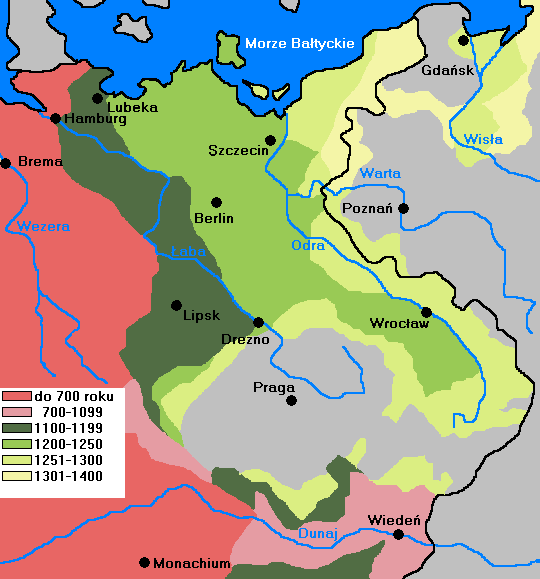
Extension germanique dans les territoires slaves d'Europe orientale.

Le Drang nach Osten (« poussée vers l'Est » en allemand) est un mouvement colonial germanique initié par l'empereur Frédéric II Hohenstaufen dans la première moitié du XIIIe siècle. Il se traduit par un mouvement de colons allemands vers des terres slaves et souvent païennes. L'ordre des chevaliers Teutoniques, créé lors des Croisades, fondateur d'un État dans les Pays baltes, est un aspect de ce colonialisme, jusqu'à leur défaite à Tannenberg, en 1410. Évangélisant les régions païennes avec une extrême brutalité[réf. nécessaire], ces moines-soldats ont permis l'installation de colons allemands dans ce qui deviendra plus tard la Prusse.
Un peuplement germanique s'est répandu plus pacifiquement dans plusieurs régions de l'Europe centrale, par l'installation de paysans, de marchands et d'artisans. Elle se poursuit plus faiblement, jusqu'au XVIIIe siècle, notamment dans le cadre de l'empire d'Autriche-Hongrie. Les Allemands deviennent majoritaires dans des régions de Tchéquie (Sudètes) ou de Pologne (Silésie, Poméranie). Dans ces deux dernières régions, la politique de germanisation, se traduisant par l'usage obligatoire de la langue allemande et la domination foncière des nobles prussiens (junkers), a été pratiquée au XIXe siècle par le royaume de Prusse, puis le Deuxième Reich. Les Allemands constituent également des communautés importantes en Transylvanie, Hongrie, ex-Yougoslavie ou dans les Pays baltes.
La quasi-totalité de ces populations, dont la présence avait servi de prétexte aux doctrines pangermanistes, a été expulsée à la fin de la Seconde Guerre mondiale.

### Le colonialisme à l'Époque moderne (XVe–XVIIIesiècles)

#### Les Grandes Découvertes
Les « Grandes découvertes » (XVe – XVIe siècles) marquent le début de l’expansion européenne outre-mer. Plusieurs facteurs ont contribué au moteur initial de cet essor : des avancées technologiques (invention de la caravelle, maitrise de l'astrolabe et d'autres instruments de navigation orientaux), les expériences accumulées de la navigation sur l’Atlantique, la persistance d’un esprit de croisades, la recherche d’une route menant aux richesses de l’Asie en évitant à la fois le monde musulman et le monopole vénitien sur le commerce des épices, un certain dynamisme démographique, la formation de pouvoirs étatiques forts, ou encore l’émergence d’un modèle capitaliste moderne.
En mai 1493, le pape Alexandre Borgia promulgue la bulle Inter caetera, modifiée par le traité de Tordesillas, partageant le monde à découvrir entre la Castille (hémisphère Ouest, les Amériques) et le Portugal (hémisphère Est, l'Afrique et l'Asie). Ces arrangements, tout en légitimant les futures conquêtes au nom de la chrétienté, permettaient aussi d'éviter un affrontement direct entre les deux puissances ibériques.

##### L'expansion portugaise

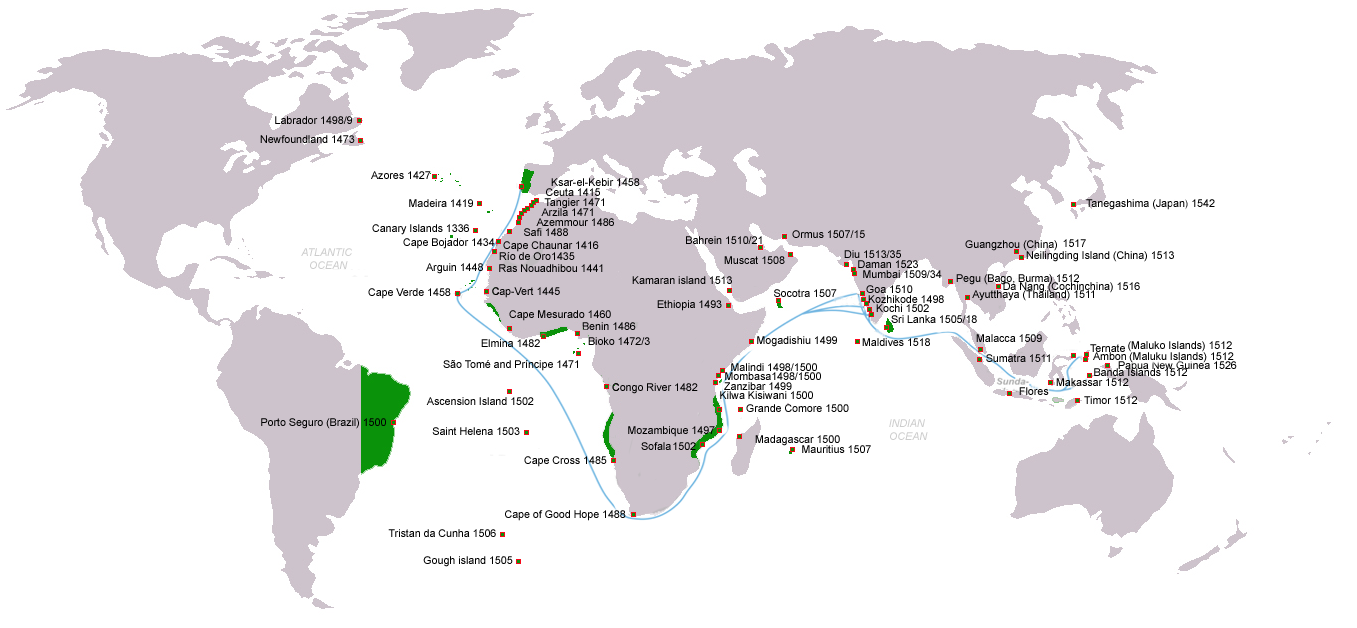
Expéditions portugaise (1415–1542) : dates et lieux d'arrivée ; route portugaise du commerce des épices dans l'Océan indien ; territoires de Empire portugais durant le règne de Jean III de Portugal (en vert)

Les explorations portugaises sont initiées par le prince Henri le Navigateur, gouverneur de l'Ordre du Christ (héritier portugais de l'Ordre du Temple), au début du XVe siècle. La recherche de ressources est alors autant une motivation que l'esprit de découverte. Étape par étape, les Portugais contournent le continent africain pour atteindre les Indes, sous-continent aux richesses convoitées, avec lequel les contacts commerciaux terrestres ont été rompus depuis que les Turcs ottoman se sont emparés de Constantinople en 1453. En 1488, le cap de Bonne-Espérance est atteint, et en 1499, Vasco de Gama revient de son périple vers les Indes avec une cargaison de poivre. Entretemps, les Portugais se sont installés dans des archipels atlantiques vierges (Açores, Madère, Cap-Vert). En exploitant ces territoires, ils développent un système économique colonial moderne, avec des cultures exotiques (canne à sucre), le début de la traite négrière européenne (à partir des années 1440), et des investissements capitalistes élevés pour l'époque. Des contacts commerciaux sont établis avec les populations côtières africaines (pour acquérir esclaves, or ou ivoire), et quelques comptoirs sont alors établis, dont le plus important est celui d'Elmina (actuel Ghana), fondé en 1482. Les Portugais considèrent le commerce et la navigation dans ces zones comme leur monopole absolu et répriment violemment les incursions des navires des autres pays européens.

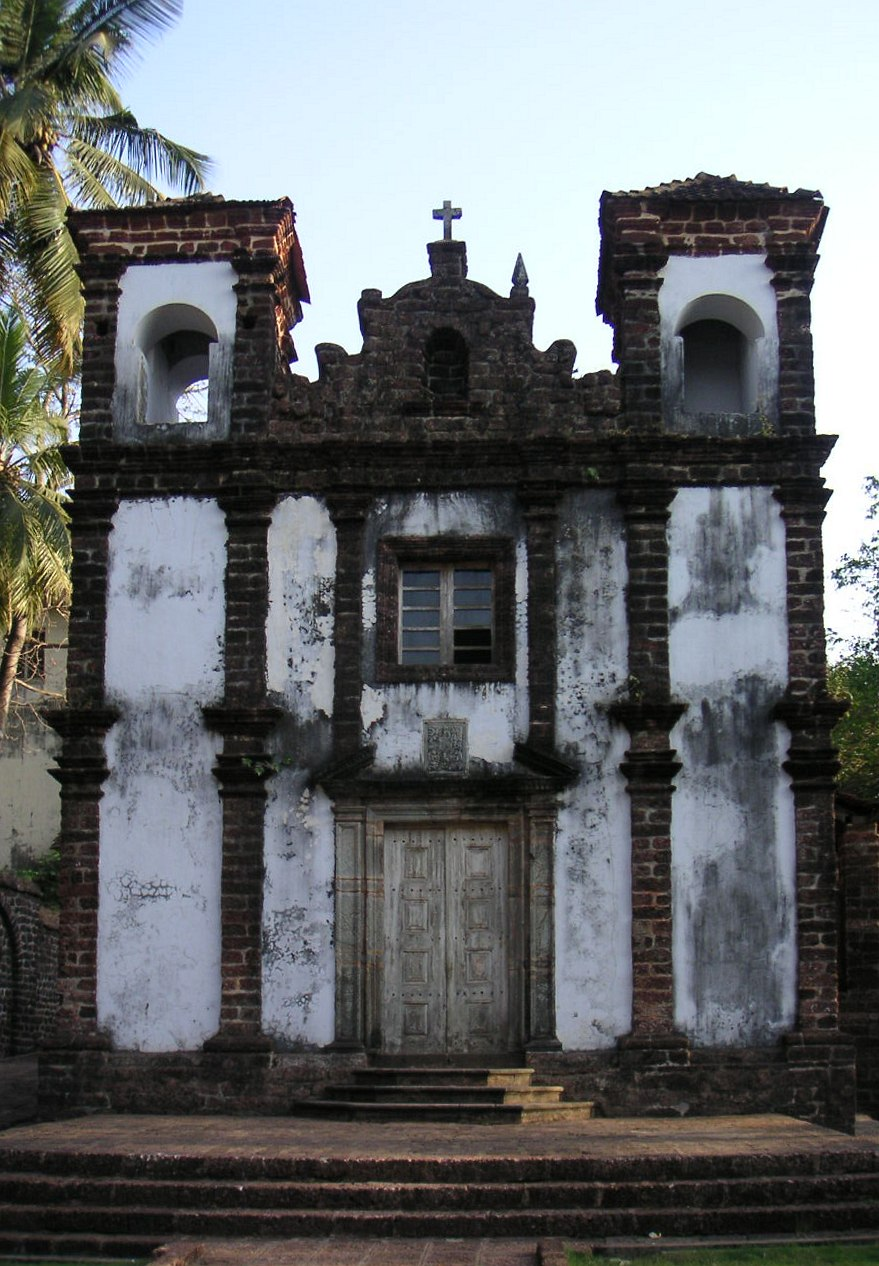
Église portugaise à Goa.

Dans la première moitié du XVIe siècle, les Portugais assurent le contrôle de l'océan Indien, après avoir vaincu les flottes des États musulmans, en établissant une série de comptoirs fortifiés, du Mozambique aux Moluques en passant par la côte de Malabar (Cochin, Goa). Cette expansion est motivée par le commerce très lucratif des épices (poivre, clous de girofle, noix de muscade, cannelle). Au Brésil, découvert officiellement par Pedro Alvares Cabral en 1500, les premiers établissements permanents datent des années 1530. Plusieurs vagues pionnières successives liées à l'exploitation d'une ressource (canne à sucre, or, café, bétail, etc.) accompagnent jusqu'à nos jours l'expansion territoriale. La conquête de l'intérieur du pays est essentiellement le fait d'expéditions des habitants des établissements côtiers (bandeirantes), le plus souvent métis et relativement autonomes vis-à-vis de la métropole.
Le déclin de l'Empire colonial portugais est inévitable, compte tenu des limites démographiques (un million d'habitants) et économiques de la métropole par rapport à l'étendue de son empire. De 1580 à 1640, le Portugal est annexé à la couronne d'Espagne, et les Hollandais nouvellement indépendants en profitent pour s'emparer de nombreux comptoirs et colonies portugais. Jusqu'en 1822, le Brésil est la principale colonie d'un Portugal sous influence britannique. Ensuite, les possessions africaines (Angola, Mozambique, Guinée-Bissau) sont développées. Dans les années 1960, la dictature de Salazar tente vainement de les préserver malgré des guerres d'indépendance, qui s'achèvent en 1975, après la révolution des Œillets.

##### L'expansion espagnole
La première étape de l'expansion espagnole outre-mer a été les îles Canaries. Attribuées lors du traité d’Alcáçovas contre les Portugais en 1479, elles sont conquises en 1491-1496, entraînant l'extermination du peuple autochtone, les Guanches. Le royaume de Castille ne s'investit dans l'expansion dans l'océan Atlantique que lorsque la Reconquista contre les musulmans d'Espagne est achevée, après la chute de l'Émirat de Grenade en janvier 1492.
Après un refus du roi du Portugal, le Génois Christophe Colomb arrive à convaincre les Rois catholiques, Isabelle de Castille et Ferdinand d'Aragon, de financer une expédition qui doit permettre d'atteindre les Indes et ses richesses par l'Ouest. En octobre 1492, Colomb atteint l'île de San Salvador (Bahamas), puis fonde le premier établissement colonial du Nouveau Monde à Hispaniola. Il est nommé « vice-roi des Indes » (1493-1500) par les rois espagnols avec des privilèges très importants ; son gouvernement se révèle désastreux, pour les colons qui s'affrontent entre eux, mais surtout pour les autochtones d'Hispaniola dont la population s'effondre du fait des exactions des conquérants. Au cours de trois autres voyages jusqu'en 1504, Christophe Colomb explore les Antilles et le littoral de l'Amérique centrale, mais c'est à un autre Génois, Amerigo Vespucci qu'est attribuée, en 1507, la découverte d'un nouveau continent, l'Amérique, après trois voyages entre 1499 et 1504.
La conquête du Nouveau Monde par les conquistadors est rapide. En 1511, les Grandes Antilles (Cuba, Hispaniola, Porto Rico) sont conquises. Certaines légendes, notamment celle de l'Eldorado, poussent des aventuriers souvent issus de la petite noblesse castillane pauvre d'Estrémadure, à se risquer dans de périlleuses, lointaines et fréquemment mortelles expéditions. C'est avec quelques centaines d'hommes qu'Hernán Cortés conquiert le Mexique sur les Aztèques en 1519-1521, et que Francisco Pizarro conquiert le Pérou sur les Incas en 1532-1534. La supériorité technologique et l'audace des Espagnols, ainsi que la démoralisation (à laquelle participent des croyances comme le mythe de Quetzalcóatl) et les divisions des Amérindiens ont permis ces conquêtes exceptionnelles. À partir du Mexique, les Espagnols colonisent les Philippines (années 1560), où ils se heurtent aux limites orientales de l'Empire colonial portugais.

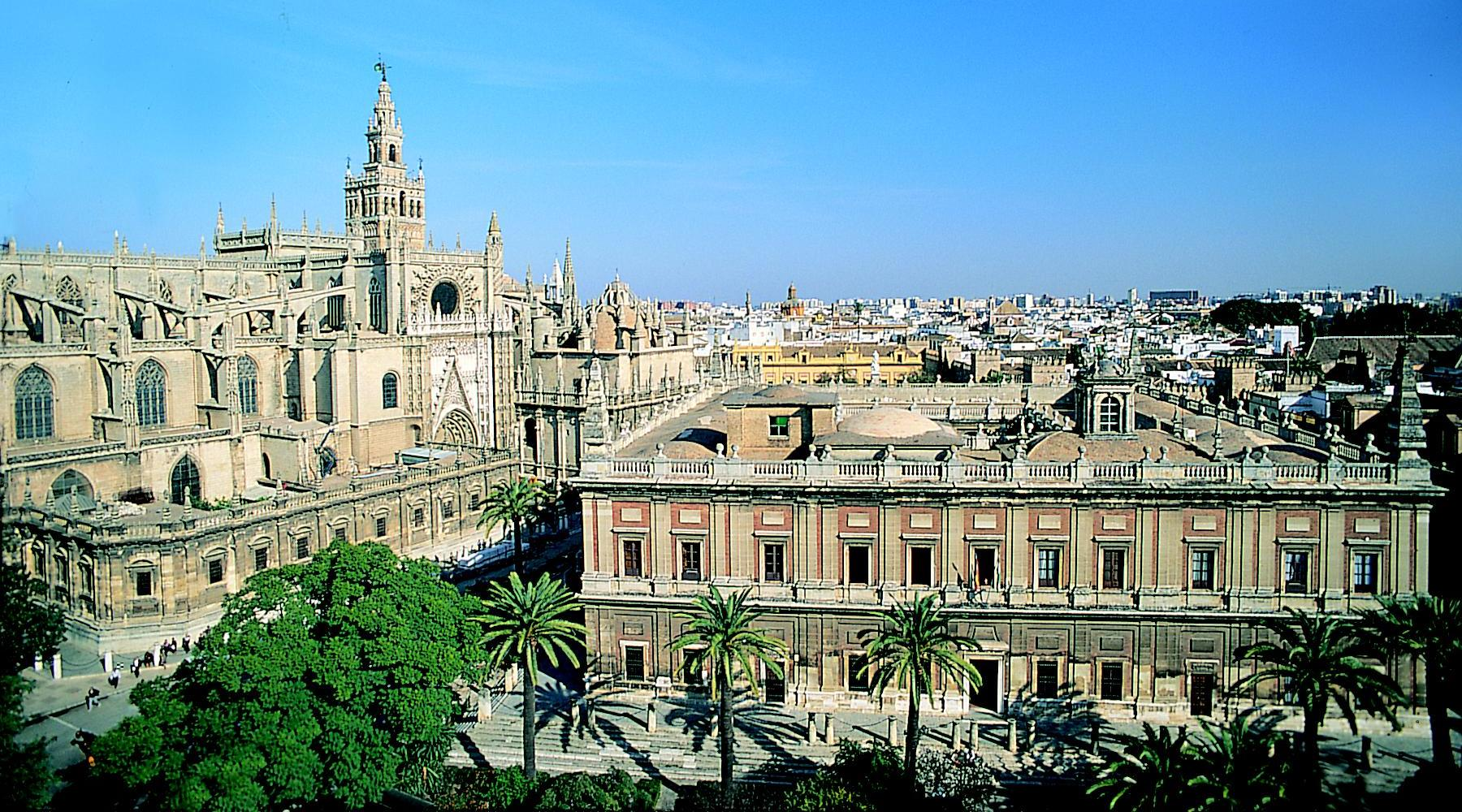
Archives générales des Indes à Séville.

En 1503, les autorités castillanes créent, à Séville, la Casa de Contratación, un organisme chargé de réglementer le trafic entre l'Espagne et les nouvelles colonies. Il est chargé de prélever une taxe correspondant au cinquième du commerce avec le Nouveau Monde (Quinto Real) et de collecter les informations sur les découvertes des explorateurs. En 1524, le Conseil des Indes (Consejo de Indias) est doté du pouvoir d'administration, relayé sur place par onze audiencias (tribunaux), la première ayant été établie à Saint-Domingue en 1511. Les colons espagnols s'enrichissent avec le système de l'encomienda (droits de seigneurie sur les communautés indiennes). Les grandes propriétés agricoles (latifundia) se développent surtout à partir du XVIIe siècle. Parallèlement, la métropole exploite intensivement les riches gisements d'or (en Colombie) et d'argent (Zacatecas au Mexique, Potosí en Bolivie).
Le coût humain de cette expansion est très lourd. La population amérindienne s'effondre, passant d'environ 35 millions d'habitants au début du XVIe siècle à environ 4 millions cent ans plus tard. Les massacres, le travail forcé, les déportations, la déstructuration des sociétés indigènes, et surtout les maladies amenées par les Européens sont responsables de ce désastre.
Les exactions des conquistadors espagnols ont été dénoncées à l'époque par le moine dominicain Bartolomé de Las Casas. En 1550, lors de la controverse de Valladolid qui l'oppose au théologien Juan Ginés de Sepúlveda, il parvient à imposer l'idée que les Amérindiens ont une âme. Le roi d'Espagne Charles Quint avait par ailleurs commencé à restreindre le système de l'encomienda.
Au XVIIe siècle, les Jésuites établissent des missions ou Reducciones, notamment au Paraguay avec les Guaranis, en Bolivie, au Pérou ou au Brésil. Ce sont de véritables petites républiques, dont le but est d'évangéliser les Amérindiens. Pour ce faire, les Jésuites reproduisent l'organisation des villes espagnoles, mais s'adaptent au mode de vie et accueillent les Amérindiens qui fuient l'esclavage. Leur présence irrite donc fortement les colons, qui à force d'intrigues parviennent à les faire interdire par le pape, l'Espagne et le Portugal dans les années 1750-1760.
La forte baisse démographique des Amérindiens a pour conséquence de priver les colons d'une majeure partie de leur main-d'œuvre. Les Espagnols se tournent alors vers la Traite des Noirs, pratiquée par les Portugais.

L'Empire espagnol

Malgré les mauvais traitements infligés aux Amérindiens et aux Noirs, l'Amérique latine, y compris le Brésil portugais, devient un exemple unique de société coloniale métissée.
Le déclin de la puissance coloniale espagnole est perceptible dès le début du XVIIe siècle, malgré (ou à cause de) la domination militaire en Europe et le développement de colonies de peuplement. La politique d'accumulation de métaux précieux, aussitôt dépensés pour honorer les dettes envers les fournisseurs et banquiers d'Allemagne (Fugger, Welser) ou d'Italie (banquiers génois), ne favorise pas le développement de la métropole. Celle-ci, non seulement pâtit du manque d'investissement qui se conjugue à une forte inflation, mais a aussi tendance à se dépeupler au bénéfice du Nouveau Monde. Le choix d'une domination à la fois outre-mer et en Europe (contre les protestants, en Italie et aux Pays-Bas) engendre de coûteuses dépenses militaires. En 1627, l'Espagne ne peut éviter une banqueroute.
La domination économique de la métropole mécontente les élites créoles (blancs nés dans les colonies). À l'instar de Simón Bolívar, elles s'inspirent de la Révolution française, et profitent de l'occupation de l'Espagne par Napoléon Ier en 1808 pour proclamer l'indépendance des pays d'Amérique latine. Celles-ci interviennent malgré la répression espagnole et après plusieurs affrontements militaires, entre 1811 et 1825. En 1898, au cours de la guerre hispano-américaine, l'impérialisme des États-Unis agresse l'empire colonial espagnol, qui perd Cuba, Porto Rico et les Philippines.
L'Espagne ne contrôle plus que quelques possessions africaines, dont le Rif marocain, acquis au début du XXe siècle, et conservée au prix de sanglantes luttes anti-guérilla contre Abd el-Krim, en 1921-1926, avec l'aide de troupes françaises commandées par le maréchal Pétain. Le Maroc espagnol est après les Canaries, la première base de l'insurrection franquiste en juillet 1936, et fournit des troupes (les Maures, et les troupes coloniales, les Banderas del Tercio ou légion étrangère), dont l'usage se révèle décisif dans la guerre d'Espagne. Cette colonie est rétrocédée au Maroc en 1956, mais Ceuta et Melilla restent espagnoles.
En 1975, après la mort de Franco, l'Espagne quitte le Sahara occidental.

#### L'expansion mercantiliste
Entre les XVIe et XVIIIe siècles, la pensée économique mercantiliste se développe en Europe. Cette théorie préconise un enrichissement national grâce au développement du commerce extérieur combiné à un rôle protectionniste de l’État qui encourage les exportations. Allant à l’encontre de l’influence de l’Église catholique romaine qui réprouvait l’enrichissement et les mécanismes inhérents au capitalisme comme le prêt (banalisé par les banquiers italiens et allemands de la Renaissance), les souverains européens ont comme objectif d’accumuler un maximum de métaux précieux (or, argent).
Le mercantilisme s’est décliné en plusieurs variantes selon les pays. Le mercantilisme espagnol (bullionisme) se concentre sur l’accumulation de métaux précieux ; le mercantilisme français (colbertisme) est davantage tourné vers l’industrialisation ; et le mercantilisme anglais ou hollandais (commercialisme) est plus ouvert sur le commerce extérieur.
Cette période est également caractérisée par l'économie du commerce triangulaire, pratiquée tant par la France que par l'Angleterre et les Pays-Bas, dès le début du XVIIe siècle. Ces puissances maritimes (pouvoir étatique et armateurs) cherchent à s'établir, à la suite de l'Espagne, dans le Nouveau Monde et en particulier dans les Antilles, qui rapportent à la métropole d'importants revenus grâce à des cultures d'exportation (sucre, café, indigo). Les colonies du Nouveau Monde sont exploitées grâce à une main-d'œuvre esclavagisée prélevée sur le littoral africain où s'établissent les négriers européens. À la même période, des comptoirs commencent à se développer en Amérique du Nord et aux Indes.

##### Les Néerlandais
L'expansion coloniale néerlandaise (fruit de l'activité mercantile soutenue de la Hollande et de la Zélande) trouve son origine dans l'annexion du Portugal par l'Espagne (1580-1640) et la déclaration d'indépendance des Provinces-Unies vis-à-vis de l'Espagne (1581). La jeune nation néerlandaise développe alors une flotte, qui à partir de sa base de Flessingue, attaque les convois espagnols se rendant à Anvers. Elle s'empare également de nombreuses possessions portugaises très mal défendues : Elmina, São Tomé, Cochin, Colombo, Malacca, Bantam, Amboine, Pernambouc, Bahia. Cette expansion se nourrit également du déclin espagnol.
Les Hollandais font preuve d'un grand dynamisme commercial et l'initiative individuelle est encouragée. La Compagnie hollandaise des Indes orientales (Vereenigde Oostindische Compagnie), qui obtient un monopole commercial avec les Indes, est créé en 1602. La Wisselbank d'Amsterdam, qui détient un monopole des changes, est fondée en 1609. La capitale hollandaise devient le centre international des métaux précieux et le plus grand marché de capitaux. La Compagnie hollandaise des Indes occidentales (West-Indische Compagnie ou tout simplement WIC), qui obtient un monopole commercial avec les Amériques, est créé en 1621.
La Nouvelle-Amsterdam (future New York) est fondée en 1626 par la WIC cherchant à établir des comptoirs pour le commerce de la fourrure. Elle devient le principal établissement d'une colonie appelée Nouvelle-Néerlande (en néerlandais Nieuw-Nederland), correspondant à la vallée du Hudson entre les actuels Delaware et Connecticut. Pour le compte de la Compagnie néerlandaise des Indes occidentales, Pieter Stuyvesant développe et fortifie la colonie entre 1647 et 1664.
En Amérique du Sud, les Néerlandais s'installent sur la Côte sauvage à partir de 1616 et dans les Antilles néerlandaises, à partir de 1634. Elle conquiert des territoires au Brésil à partir de 1630, entre le Sergipe et Maranhão et les baptise Nouvelle-Hollande, récupérée par les Portugais en 1654 avec la chute de Recife.

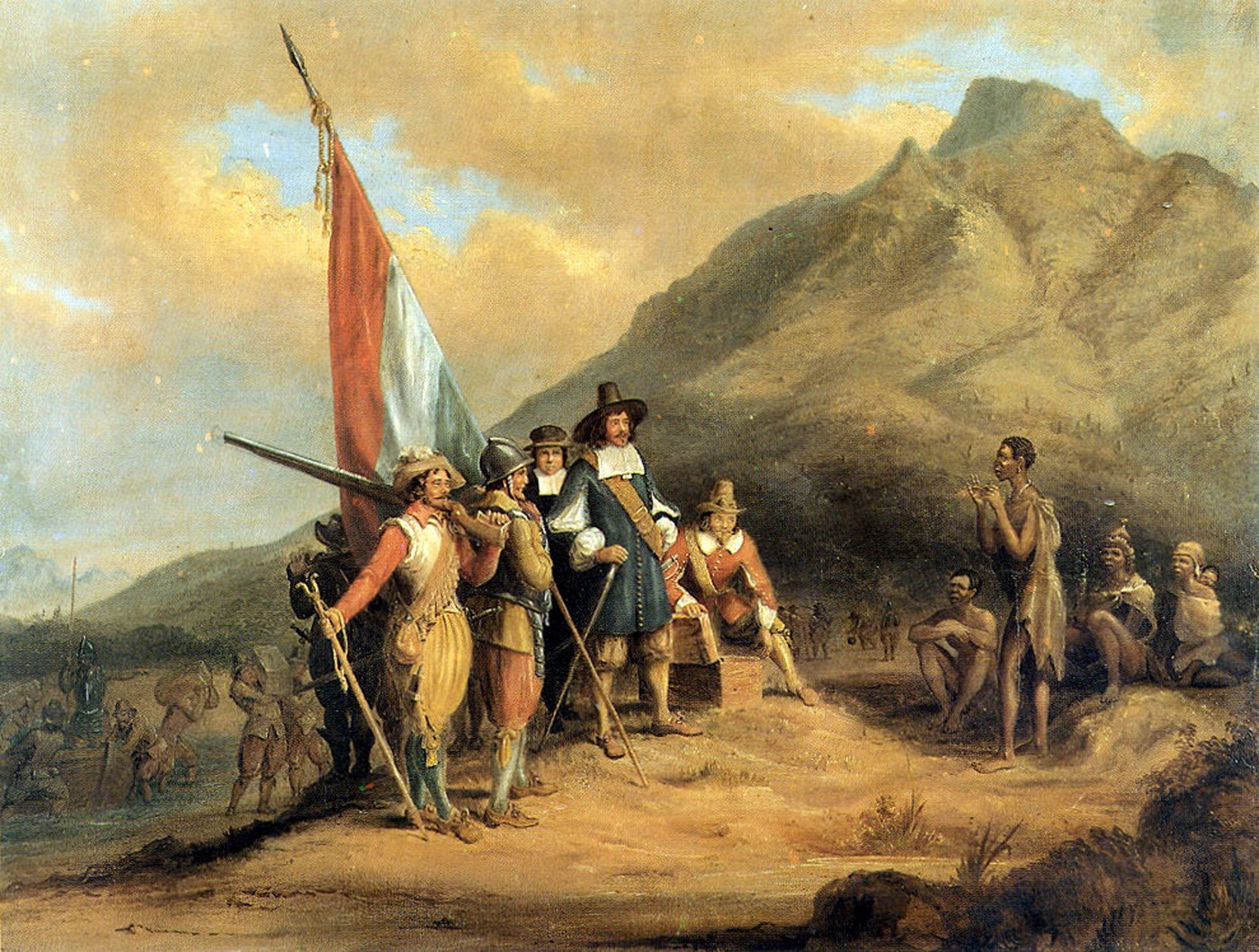
Arrivée de Jan van Riebeeck au Cap.

En 1652, la Compagnie néerlandaise des Indes orientales, fonde Le Cap en Afrique du Sud (colonie du Cap à partir de 1791). Dans les Indes orientales (future Indonésie), les Néerlandais après s'être installés à Bantam, sur l'île de Java, en 1596, et à Amboine en 1605, fondent Batavia (future Djakarta) en 1619, et prennent possession de Malacca en 1641. Plus au nord, ils s'installent à Formose (future Taïwan) en 1624 avant d'être délogés par les Chinois en 1662. Au Japon, après des premiers contacts avec les Portugais, le shogun avait refusé, vers 1590, l'accès au pays aux commerçants européens, craignant les prémices d'une invasion militaire. Les Néerlandais sont par la suite les seuls Occidentaux à obtenir, en 1641, un comptoir à Nagasaki. En 1658, les Néerlandais s'implantent à Ceylan. Au milieu du XVIIe siècle, la Compagnie hollandaise des Indes orientales est la plus riche compagnie mondiale.
Le déclin de l'empire maritime et commercial néerlandais est consécutif à l'essor des concurrents anglais et français à la fin du XVIIe siècle. La Compagnie des Indes occidentales, après la perte de la Nouvelle-Néerlande au profit des Anglais en 1664 (et une seconde fois en 1674), réduisit ses activités principalement à la traite négrière depuis Curaçao et Saint-Eustache, mais en vain elle fut liquidée par les États généraux en 1674 et refondée sur de nouvelles assises. La nouvelle Compagnie des Indes Occidentales perdura jusqu'à la fin du XVIIIe siècle, ainsi les territoires coloniaux néerlandais ne furent définitivement administrés directement par l'État qu'à partir de 1791. En Orient, les Néerlandais conservent les Indes orientales mais cèdent Ceylan, ainsi que la Colonie du Cap aux Britanniques au cours des guerres napoléoniennes.

##### Les Britanniques

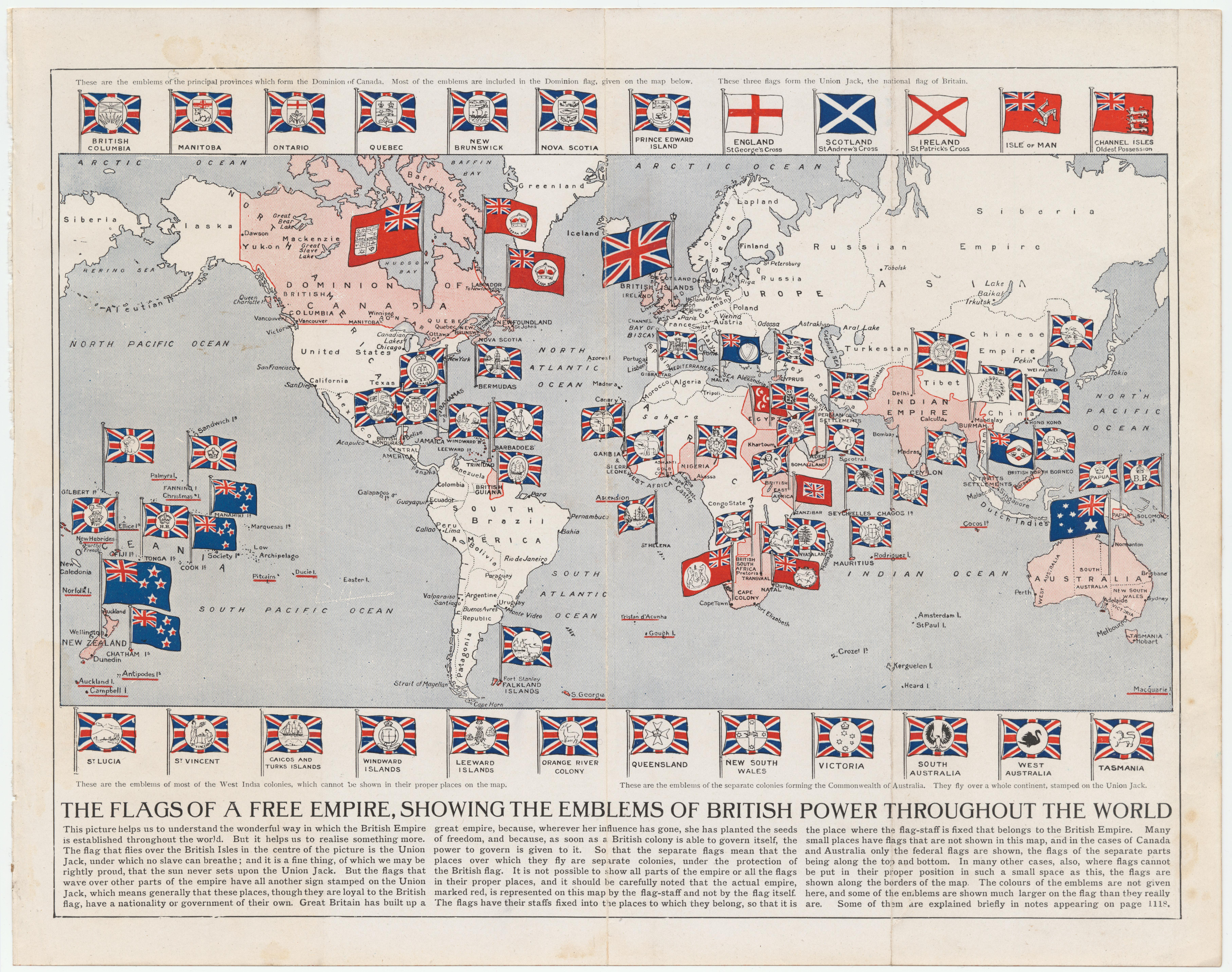
L'Empire britannique en 1910.

L'expansion outre-mer de l'Angleterre démarre sous le règne de la reine Élisabeth Ire (1558-1603), bien que l'explorateur vénitien John Cabot ait déjà atteint, en 1497, pour le compte de Henry VII, l'Amérique du Nord, en redécouvrant Terre-Neuve. Le même roi avait aussi donné une impulsion décisive à l'essor de la marine marchande anglaise, qui continua à exploiter des liens avec l'Europe continentale développés par le commerce de la laine.
En 1577-1580, le corsaire Francis Drake réalise le deuxième tour du monde. L'invincible Armada est anéantie en 1588, mettant ainsi fin à l'hégémonie navale de l'Espagne. L'implantation coloniale en Amérique du Nord est tentée une première fois par Walter Raleigh en Virginie en 1584, avant d'être réussie de manière permanente dans la même région par John Smith en 1607. Les pèlerins puritains du Mayflower, fuyant les persécutions religieuses en Angleterre, débarquent en 1620 en Nouvelle-Angleterre (dans le Massachusetts).
En 1651, Oliver Cromwell promulgue le Navigation Act, qui réserve à la marine anglaise un monopole presque complet sur le commerce extérieur anglais, notamment avec les colonies américaines et antillaises en développement. Les Anglais inaugurent ainsi un système mêlant libéralisme et protectionnisme.
En Amérique du Nord, les 13 colonies ont divers statuts. La Pennsylvanie, la Delaware et le Maryland ont été octroyés par des chartes royales à des propriétaires privés. Dans le cas de la Pennsylvanie, ce furent des colons quakers menés par William Penn en 1681. Le Rhode Island et le Connecticut ont été octroyés par chartes à des groupes de colons. Le New Hampshire, le Massachusetts, le New York, le New Jersey, la Virginie, la Caroline du Nord, la Caroline du Sud, et la Géorgie sont des colonies royales, propriétés de la couronne. Ces installations se heurtent aux peuples amérindiens et sont la cause de guerres indiennes dès le XVIIe siècle. Au Canada, les Britanniques s'emparent des possessions françaises, d'abord l'Acadie (1713), puis le Québec (1763).
La Compagnie anglaise des Indes orientales, société à action, est fondée à la suite d'une charte royale accordée par Élisabeth Ire en 1600. En 1609, elle obtient le monopole du commerce avec les Indes orientales. En 1612, elle commence à s'implanter dans des comptoirs en Inde, où elle installe ses manufactures, d'abord à Surat, puis à Bombay, Madras et Calcutta, qui deviennent des places fortes à la suite d'un accord avec l'empereur moghol Jahangir. En 1670, le roi Charles II accorde à la Compagnie le droit d'acquérir de nouveaux territoires, de frapper monnaie, de commander des troupes armées et d'exercer la justice sur ses possessions. Elle utilise d'une façon très efficace les divisions des princes et les jeux d'alliances pour asseoir son propre pouvoir dans une Inde où l'Empire moghol décline inexorablement. Après la victoire de Robert Clive à la bataille de Plassey, la Compagnie prend le contrôle du Bengale, puis évince les Français à l'issue de la guerre de Sept Ans en 1763.
Malgré le statut autonome et privé de la Compagnie, le Parlement britannique exerce un droit de regard sur ses possessions coloniales. En 1773, le Regulating Act lui impose des réformes économiques et administratives, et en 1784, une loi attribue à la couronne le gouvernement des Indes, la Compagnie conservant son monopole commercial.
En Australie, le début de la colonisation britannique commence en 1788 sous la forme d'un établissement pénitentiaire, avec l'arrivée d'un convoi de bagnards (convicts) en Nouvelle-Galles du Sud.

##### Les Français
Voir l'article détaillé Idéologie coloniale française : le mercantilisme. L'Empire colonial français fut composé du Premier espace colonial français puis du Second espace colonial français. La gestion de ces espaces est marquée par le Code de l'Indigénat.

### Le colonialisme aux

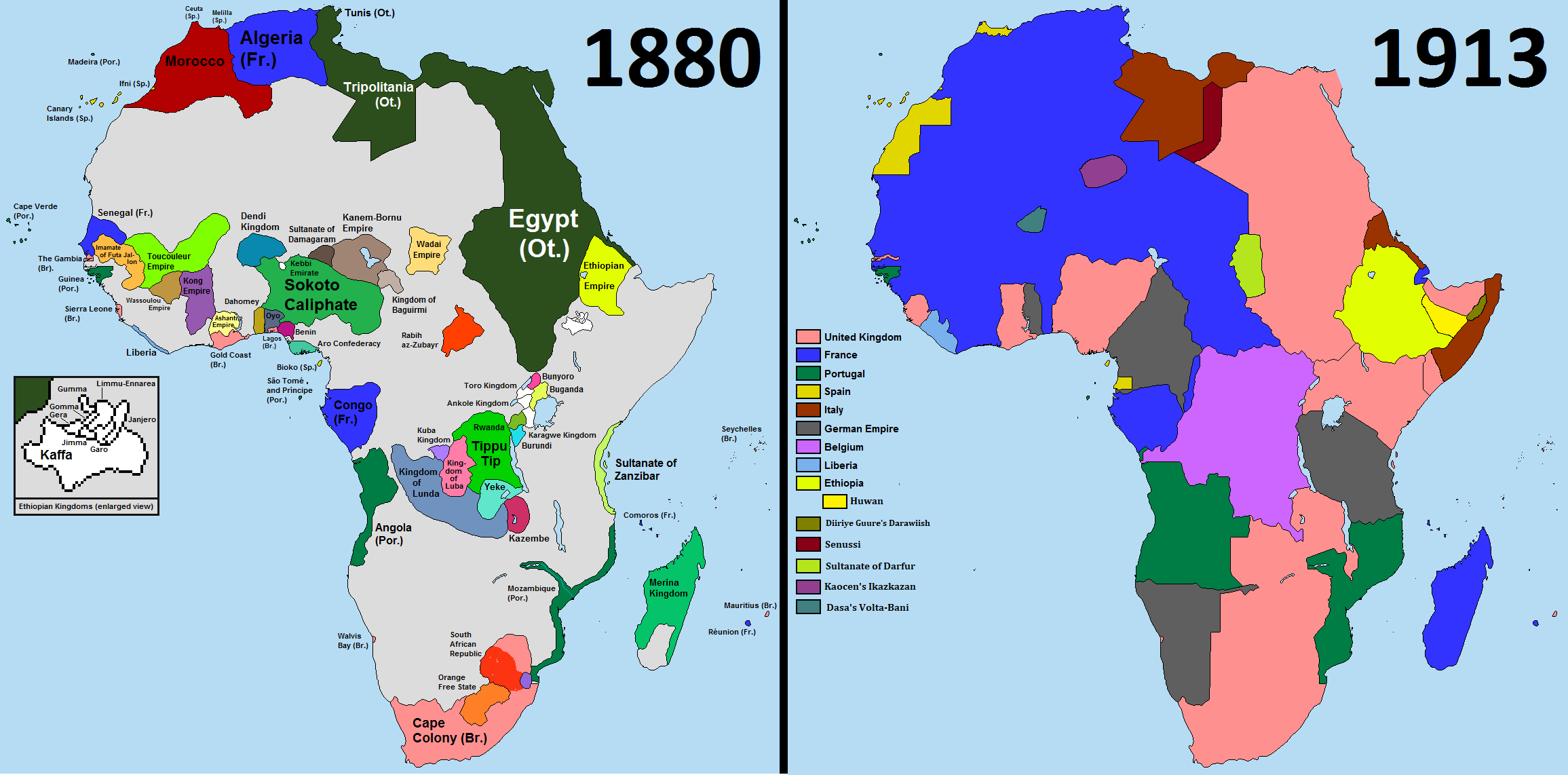
L'expansion coloniale européenne de 1880 à 1913.

### Le colonialisme auxXIXeetXXesiècles

#### Discours colonialiste: l’impact du discours classique sur l’idéologie coloniale duXIXesiècle
Au XIXe siècle, le discours colonialiste s’appuie sur des théories raciales pseudo-scientifiques véhiculées par Joseph-Ernest Renan et Arthur de Gobineau. Des recherches récentes montrent que le discours colonialiste développé à cette époque, notamment leurs théories raciales, s’est profondément inspiré des auteurs classiques grecs et romains, en particulier la théorie de la supériorité raciale prônée par Aristote. Isaac Benjamin a consacré une étude approfondie à ces théories raciales grecques dans The Invention of Racism in Classical Antiquity (2004). Il appelle « proto-racisme » cette forme classique de catégorisation ethnique. Dans Rethinking Postcolonialism : Colonialist Discourse and the Legacy of Classical Writers (2008), Amar Acheraiou a examiné les théories coloniales raciales à travers le prisme de ce « proto-racisme » et a mis en lumière des liens étroits entre les deux. À travers l’analyse des écrits littéraires, politiques et historiques d’auteurs comme Rudyard Kipling, Rider Haggard et Alexis de Tocqueville, il démontre que les représentations coloniales du XIXe siècle, étaient inspirées des auteurs grecs et romains, tels que Lysias (440-380 BC), Isocrate (436-338 BC), Platon (427-327 BC), Aristote (384-322 BC), Cicéron (106-43 BC), and Salluste (86-34 BC). Ces grands auteurs classiques percevaient leurs colonisés, les Perses ou les Égyptiens, comme « arriérés », « inférieurs », et « efféminés » ; de la même manière, les auteurs du 19e considéraient les colonisés comme des êtres « inférieurs », « stagnants » et « dégénérés ». Acheraiou ajoute que les idéologues colonialistes du XIXe siècle n’ont pas seulement adopté les représentations culturelles et identitaires des Grecs et des Romains, mais ont aussi érigé ces conquérants classiques en « colonisateurs modèles » à imiter.
Alexis de Tocqueville (1805-1859), par exemple, un fervent défenseur de la « Grande France », exhortait les colons d’Algérie à suivre l’exemple des colons grecs et romains sur la rive méditerranéenne. Il déclarait en 1841 : « J'ai déjà dit plusieurs fois, et je veux encore le redire, ce qui importe le plus quand on veut créer et développer rapidement une colonie, c'est de faire que ceux qui arrivent dans son sein soient aussi peu dépaysés que possible et qu'ils y rencontrent, s'il se peut, une image parfaite de la patrie. Tous les peuples colonisateurs ont ainsi agi. Les mille colonies fondées par les Grecs sur les rivages de la Méditerranée ont toutes été des copies très exactes des cités dont elles étaient sorties. Les Romains ont fondé sur presque tous les points du monde connu de leur temps des municipalités qui n'étaient autres que des Romes en miniature. Chez les modernes, les Anglais ont toujours fait de même ».
À la même époque, les Anglais considéraient également les conquérants classiques comme des « colonisateurs modèles » et des « instructeurs universaux » à émuler. John-Robert Seeley (1834-1895), professeur d’histoire à Cambridge et ardent défenseur de l’Empire britannique, affirmait, à cet égard, que le rôle qui incombait à l’Angleterre était similaire à celui de Rome, et ce rôle consistait « non seulement à gouverner mais aussi à éduquer et civiliser ».

Compte tenu de cette étroite identification des impérialistes français et britanniques aux conquérants grecs et romains, de leur incorporation des idées et des théories classiques sur la culture et la « race », le discours colonialiste revêt le caractère d’un « palimpseste » ou, plus précisément, d’un « continuum historique, idéologique et narcissique » dans lequel les théories modernes de la domination se nourrissent et s’imbriquent dans les mythes classiques de supériorité et de grandeur. 

#### Autres impérialismes

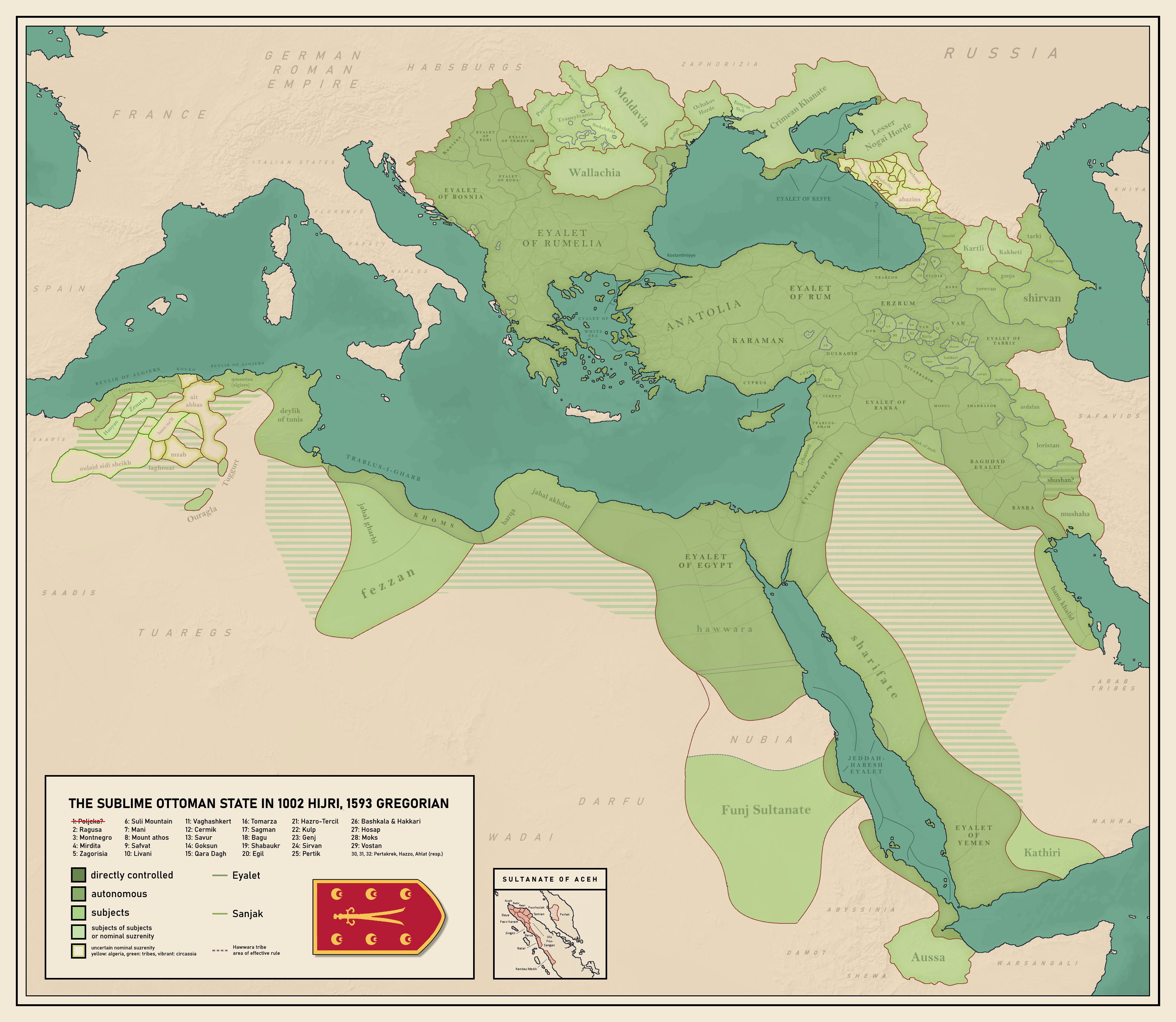
Carte des conquêtes de l'Empire ottoman jusqu'en 1500.

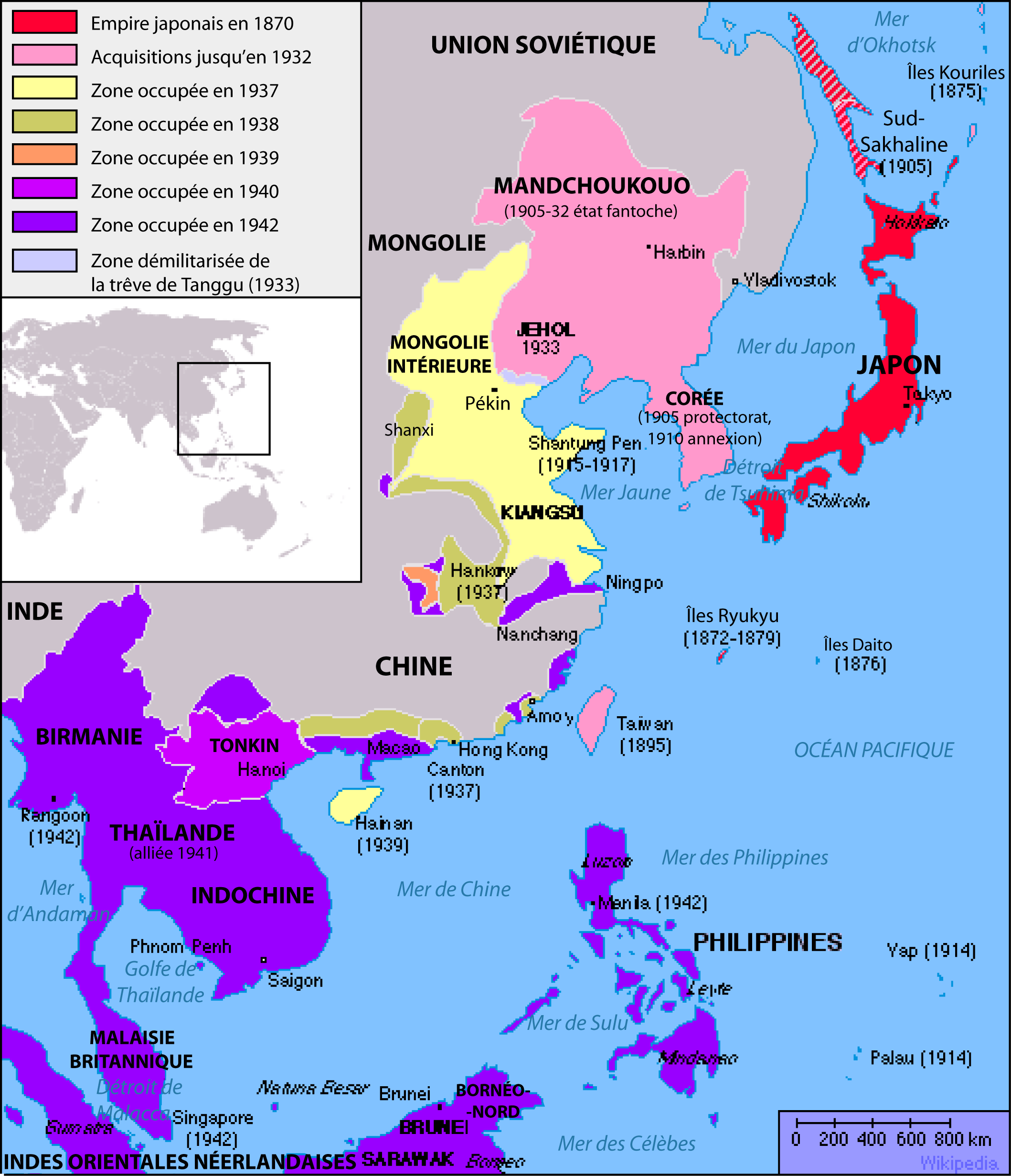
Carte montrant l'expansion jusqu'en 1942 de l'empire du Japon.

- L'Empire japonais
- L'Empire ottoman
- L'Empire russe
- L'Empire italien

#### Le colonialisme après la décolonisation
- Le post-colonialisme

Voir l'article détaillé Post-colonialisme
- La Rhodésie du Sud de Ian Smith

Voir l'article détaillé Histoire de la Rhodésie du Sud
- Colonies israéliennes

Voir l'article détaillé colonialisme israélien
- Colonisation turque à Chypre

Voir l'article détaillé Chypre du Nord
- La République populaire de Chine au Xinjiang et au Tibet

Voir les articles détaillés Incorporation du Tibet à la République populaire de Chine et Histoire du Tibet
- L'Indonésie en Nouvelle-Guinée occidentale

Voir l'article détaillé Conflit en Papouasie occidentale

## Colonialisme et violence

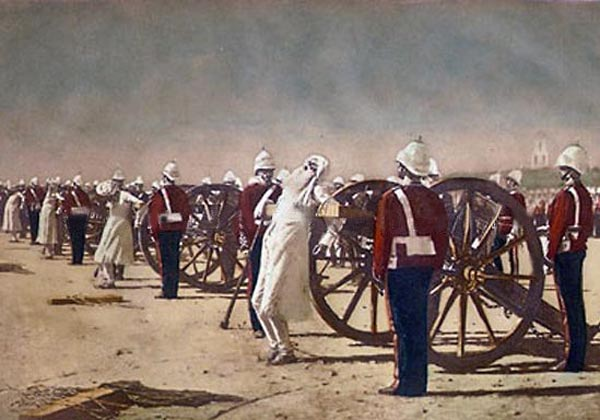
Répression par les troupes britanniques de l'insurrection indienne de 1887 (peinture de Vassili Verechtchaguine).

Après la conquête militaire initiale, le colonialisme s'est souvent accompagné d'actes de violences pour soumettre les populations : massacres (massacre de la tribu des Ouffas en Algérie en 1832 par Savary, duc de Rovigo ; massacres systématiques de populations civiles en Algérie par les colonnes de Bugeaud en 1845 connus sous le nom d'enfumades et notamment celle de Dahra où sont morts plus d'un millier d'hommes, de femmes et d'enfants ; massacre des Hereros par le général Lothar von Trotha lors de l'insurrection de 1904 dans le Sud-Ouest africain allemand ; des chinois lors du massacre de Nankin en 1937 ou lors de la conquête de la Mandchourie par le Japon à partir de 1931), populations chassées de leurs territoires, dépouillées de l'accès à leurs ressources naturelles, journées de travail obligatoires.
Cette dimension spécifique des entreprises de colonisation reste un sujet très sensible dans les sociétés contemporaines, aussi bien du côté des anciens colonisateurs que du côté des ex-colonisés. Elle fait l'objet de controverses politiques et historiographiques. Frantz Fanon dans l'essai analytique Les Damnés de la Terre (1961) aborde la question de la violence à propos du colonialisme européen des XIXe et XXe siècles. Il voit dans la violence un élément central de la mise en place et du maintien, par les métropoles européennes, du colonialisme en Afrique et en Asie. Il avance que le colonialisme « est la violence à l'état de nature et ne peut s'incliner que devant une plus grande violence ».

## Bilans du colonialisme

### Bilans démographiques
L'impact de la conquête coloniale a été violent et parfois catastrophique (Amérindiens). Les progrès de la médecine, de la production et des transports inhérents à l'évolution du monde et de la science ont largement contribué à amorcer ensuite l'explosion démographique des pays colonisés.
Le colonialisme a aussi provoqué d'importants mouvements de population, qui ont profondément modifié la population de nombreuses régions du monde. On peut distinguer :
- l'émigration volontaire des métropoles (et parfois d'autres pays européens) vers les colonies.
- l'émigration forcée d'esclaves, surtout africains, vers les colonies américaines (voir Esclavage, Traite des Noirs).
- l'émigration plus ou moins volontaire d'une colonie à l'autre. Il y a eu des mouvements à courte distance (Mossis du Burkina Faso vers la Côte d'Ivoire, Bengalis vers la Birmanie...) et d'autres beaucoup plus longs (Indo-Pakistanais vers les colonies britanniques, Libanais vers l'Afrique française).

En fait, la colonisation a déplacé beaucoup plus de migrants africains et asiatiques, volontaires ou forcés, que d'Européens.
Un quatrième flux, plus récent, est celui des colonisés et ex-colonisés vers l'ancienne métropole.
La population du Congo sous colonisation belge diminue de moitié entre 1880 et 1926, au point que certains historiens désignent cette période comme un « holocauste oublié ».

### Bilans économiques
Les puissances colonisatrices ont pu sécuriser leurs importations de matières premières, ou de produits agricoles, notamment durant les guerres.
- La canne à sucre ou la banane dans les Caraïbes (Cuba, Petites Antilles, Jamaïque, Saint-Domingue), exploitée notamment grâce à des esclaves, importés par l'Espagne, l'Angleterre et puis les Britanniques, la France ou les Pays-Bas.
- L'or d'Amérique du Sud, qui finança la domination militaire de l'Espagne sur l'Europe jusqu'au début du XVIIe siècle.
- Le café et le cacao américain ou africain, commercialisé entre autres par la compagnie française Banania.

Toutefois, la concomitance du colonialisme et de la croissance économique n'est pas si évidente dans les faits. Les grands empires coloniaux qu'ont été l’Espagne et le Portugal n’ont par exemple pas connu le développement du capitalisme industriel avant le XXe siècle. Au contraire, des nations comme l’Allemagne et le Japon ont su développer un capitalisme efficace bien que ne possédant pratiquement pas de colonies.
Après la grande dépression de 1873 l'industrie européenne à la recherche de nouveaux marchés a bénéficié de l'expansion coloniale au prix d'énormes dépenses publiques réalisées dans les colonies, retardant les effets de la crise jusqu'en 1913.
L'économiste Paul Bairoch montre dans Mythes et paradoxes de l'histoire économique que les colonisations ont ralenti la croissance des pays européens en siphonnant une partie de leurs capitaux.

### Bilans politiques
Le système colonial est associé à l'application d'une domination politique, militaire et économique des anciennes colonies par les puissances européennes ; il a laissé le souvenir d'un système par principe inégalitaire.
En ce qui concerne les anciennes colonies françaises, l'Algérie est un des pays où la rancœur est la plus grande. Ainsi, le gouvernement algérien a vivement critiqué la loi française qui introduisait officiellement « le rôle positif » de la colonisation à travers son article 4 qui a finalement été abrogé. Cette position algérienne s'explique par la violence de la conquête coloniale, par l'application en Algérie du code de l'indigénat et par le souvenir de la guerre de décolonisation.
Toutefois, d'autres pays n'ont pas la même rancœur. L'organisation internationale de la francophonie, créée à l'initiative d'anciennes colonies françaises, et les sommets France-Afrique, attestent des bonnes relations diplomatiques de la France avec la plupart de ses anciennes colonies, même si ces dernières ont également manifesté leur hostilité à l'article 4 de la loi du 23 février 2005.
De même, le Commonwealth réunit le Royaume-Uni et ses anciennes colonies.
D'autres gouvernements sont particulièrement critiques vis-à-vis de leurs anciennes puissances coloniales : le gouvernement du Zimbabwe (Robert Mugabe) vis-à-vis du Royaume-Uni, une partie du gouvernement ivoirien (Laurent Gbagbo) vis-à-vis de la France.

### Bilans culturels
Le premier bilan culturel est linguistique. En effet, dès l'Antiquité, le latin se propage en Europe au détriment des langues slaves et saxonnes. Plus tard, les Espagnols et les Portugais imposent l'usage de leur langue dans le nouveau monde. Enfin, les dernières colonisations ont aussi imposé leurs langues dans les colonies.
La controverse de Valladolid confirme la bulle pontificale Sublimis Deus qui interdit l'esclavage des Indiens d'Amérique du Sud ainsi que la lettre Veritas ipsa reconnaissant l'humanité des Indiens. Cette controverse permet la transcription de la bulle pontificale dans le droit espagnol.
Les colonisations s'accompagnent généralement d'un abandon du droit coutumier au profit du droit du colonisateur, ainsi que du développement, à des degrés variables selon les cas, de la religion du pays colonisateur.

## L'enseignement en régime colonial
Dans les colonies le modèle national d'enseignement est plus ou moins décliné en fonction des contextes locaux, mais certains enseignements comme ceux de la médecine et de l'agriculture se spécialisent avec respectivement par exemple les cours de « médecine coloniale », de « botanique coloniale » et d'« agriculture coloniale » (il existe encore en 1913 une école supérieure d'agriculture coloniale alors que l'École pratique des hautes études abritait un Laboratoire d'agronomie coloniale. À Cayenne, la France avait installé un Jardin national des plantes, notamment dirigé par Joseph Martin (« directeur des cultures coloniales à Cayenne »). Dans ces contexte, le mot colonial doit souvent simplement être pris comme synonyme d'exotique ou tropical, car les maladies et les plantes de territoires non français sont également étudiés par ces disciplines.

## L'enseignement du colonialisme
Lors des phases expansionnistes, les pays colonisateurs ont besoin d'envoyer des cadres et des colons dans les pays colonisés, loin de leur terroir natal. Pour ce faire, ils ont besoin de développer une culture coloniale, qui passe notamment par la presse et par l'école,.

### En France
Très présente durant la période coloniale (ex : La Géographie vivante d’Onésime Reclus, cours préparatoire et CM1, en 1926), l'histoire des colonies disparait souvent des programmes des pays colonisateurs après la décolonisation, lors d'une phase de déni, refoulement ou refus de mémoire.
Suit une phase de controverses sur le déni ou l'oubli des colonialistes par l'histoire enseignée dans le premier ou second cycle, cette absence ou un traitement très superficiel des périodes coloniales ont été dénoncés depuis de nombreuses années. Parfois une réaction politique parlementaire se fait, mais comme en France en 2005 (voir ci-dessous) en imposant aux enseignants de présenter à leurs élèves les aspects positifs de la colonisation tels que la mise en place d'infrastructures de transports, sanitaires, industrielles, d'enseignement (sans explicitement demander de nier les aspects négatifs que sont par exemple l'apport de maladies nouvelles, les pertes culturelles, les malheurs et séquelles de l'esclavage ou la surexploitation de nombreuses ressources naturelles). Selon Jean-Frédéric Schaub « cet argument est analogue à la justification du fascisme par les autoroutes, du nazisme par la résorption du chômage, du stalinisme par l’industrialisation et du castrisme par la scolarisation. Pour en arriver là, mieux valait encore l’oubli, que cette recharge idéologique. Tout récemment, enfin, les choix muséographiques effectués par les concepteurs du musée du Quai Branly et de la Cité nationale de l'histoire de l'immigration tendent à écarter l’expérience coloniale, en tant que telle, comme élément de compréhension ».

#### Loi française n° 2005-158
La Loi française du 23 février 2005 portant reconnaissance de la Nation et contribution nationale en faveur des Français rapatriés dispose notamment :
« La Nation exprime sa reconnaissance aux femmes et aux hommes qui ont participé à l'œuvre accomplie par la France dans les anciens départements français d'Algérie, au Maroc, en Tunisie et en Indochine ainsi que dans les territoires placés antérieurement sous la souveraineté française ».
« les programmes scolaires reconnaissent en particulier le rôle positif de la présence française outre-mer, notamment en Afrique du Nord et accordent à l’histoire et aux sacrifices des combattants de l’armée française issus de ces territoires la place éminente à laquelle ils ont droit » (article 4, alinéa 2).
Cette affirmation d'un « rôle positif » a suscité un vif débat dans la société française, en métropole et outre-mer,,,.
Le controversé article 4, après avoir été proclamé comme relevant du domaine règlementaire par le Conseil constitutionnel (le 31 janvier 2006), a été abrogé par décret le 16 février 2006.

### En Belgique
En 2020, un élève belge sur quatre ignore que le Congo a été une colonie belge. Une étude financée en 2020 par la Fondation Roi Baudouin a montré que l’enseignement de la colonisation belge est la première des revendications des Belgo-Congolais, Belgo-Rwandais et Belgo-Burundais dans la lutte contre les discriminations dont elles et ils sont victimes. Il apparaît en effet que les manuels scolaires n’abordent en général pas le sujet. Le référentiel d’histoire pour les humanités générales et technologiques de 1999 n’impose en aucun cas d’aborder la colonisation belge. La mise à jour effectuée en 2015 pour les programmes d’humanités techniques et professionnelles, a, quant à elle, fait l’objet de nombreuses critiques. Une réforme des référentiels, programmes et manuels scolaires en histoire est donc indispensable tant en Fédération Wallonie-Bruxelles qu’en Flandre.

## Personnalités liées à la doctrine colonialiste

### En France
En France, des groupes politiques (souvent affiliés à l'extrême-droite) et personnalités valorisent et défendent la colonisation ainsi que les différents "apports" qu'auraient permis la colonisation :
- François Mitterrand : Président de la république française, il a défendu la présence française en Algérie[63].
- Le général Jacques Massu : favorable à l'occupation du territoire algérien durant la période coloniale et la guerre d'indépendance algérienne.
- L'OAS, composée de nombreux membres des forces armées françaises et de colons rétifs à l'indépendance de l'Algérie.

### Filmographie
- La Fin de la pauvreté ? de Philippe Diaz
- Afrique 50 (1949) René Vautier
- Camp de Thiaroye (1987), Ousmane Sembène
- Emitai (1971), Ousmane Sembène
- La bataille d'Alger (1965), Gillo Pontecorvo
- Chronique des années de braise (1975), Mohammed Lakhdar-Hamina (palme d'or au Festival de Cannes)
- Mission (1986), Roland Joffé

#### Études théoriques
- Études postcoloniales, Guerres de l'histoire
- Stratification sociale, Ségrégation sociale
- Hégémonie, Domination
- Subalternité
- Système-monde
- Colonialité

#### Bulles pontificales et encycliques

##### Bulles
- Dum Diversas (1452), Romanus pontifex (1455), Aeterni regis (1481), Dudum siquidem (1493), Inter caetera (1493)

##### Encycliques
- Rerum Ecclesiae (1926), Ad Gentes (1965), Evangelii nuntiandi (1975), Redemptoris missio (1990)